# Battaglia del Golfo di Leyte
La battaglia del Golfo di Leyte fu uno scontro aeronavale del teatro del Pacifico della seconda guerra mondiale che, fra il 23 e il 26 ottobre 1944, vide fronteggiarsi le forze alleate e quelle dell'Impero giapponese. Si svolse circa 200 miglia al largo dell'omonima isola filippina in quattro scontri principali (la battaglia per il Mar di Sibuyan e quelle dello Stretto di Surigao, dell'isola di Samar e di Capo Engaño) oltre a diversi scontri minori; il nome deriva dal golfo omonimo dove erano concentrate le flotte anfibie statunitensi, obiettivo strategico primario dell'offensiva aeronavale giapponese.
Citata talvolta come battaglia per il Golfo di Leyte e negli Stati Uniti anche come seconda battaglia del Mare delle Filippine, è generalmente considerata la più grande battaglia navale della seconda guerra mondiale e anche, secondo alcune stime, la più grande battaglia navale della storia moderna, in termini di stazza totale delle navi coinvolte. La battaglia è inoltre la prima in cui aerei giapponesi attaccarono i nemici impiegando la tattica kamikaze.
Il 20 ottobre 1944 le truppe statunitensi invasero l'isola di Leyte con l'obiettivo strategico di isolare il Giappone dai territori del Sud-est asiatico sottoposti al suo dominio, sottraendogli in tal modo essenziali rifornimenti industriali, in particolare gomma e petrolio provenienti dalle Indie orientali olandesi. In risposta all'attacco americano, la Marina imperiale giapponese mobilitò la quasi totalità delle sue rimanenti unità navali maggiori, nel tentativo di ribaltare l'esito dello scontro, ma fu respinta dalla Terza e dalla Settima Flotta della United States Navy in quattro distinti combattimenti; numerose navi giapponesi, comprese quattro portaerei e tre navi da battaglia, furono affondate e la controffensiva nipponica fallì rovinosamente: la marina imperiale fu spazzata via come efficiente forza militare e si precluse la possibilità, nell'ultima fase della guerra, di affrontare una nuova battaglia contro le preponderanti flotte alleate. La maggior parte delle più grandi unità sopravvissute, a causa della scarsità di carburante disponibile e di equipaggi aerei, finì per rimanere inattiva presso le proprie basi fino al termine della guerra nel Pacifico.

## Antefatti

### La strategia alleata

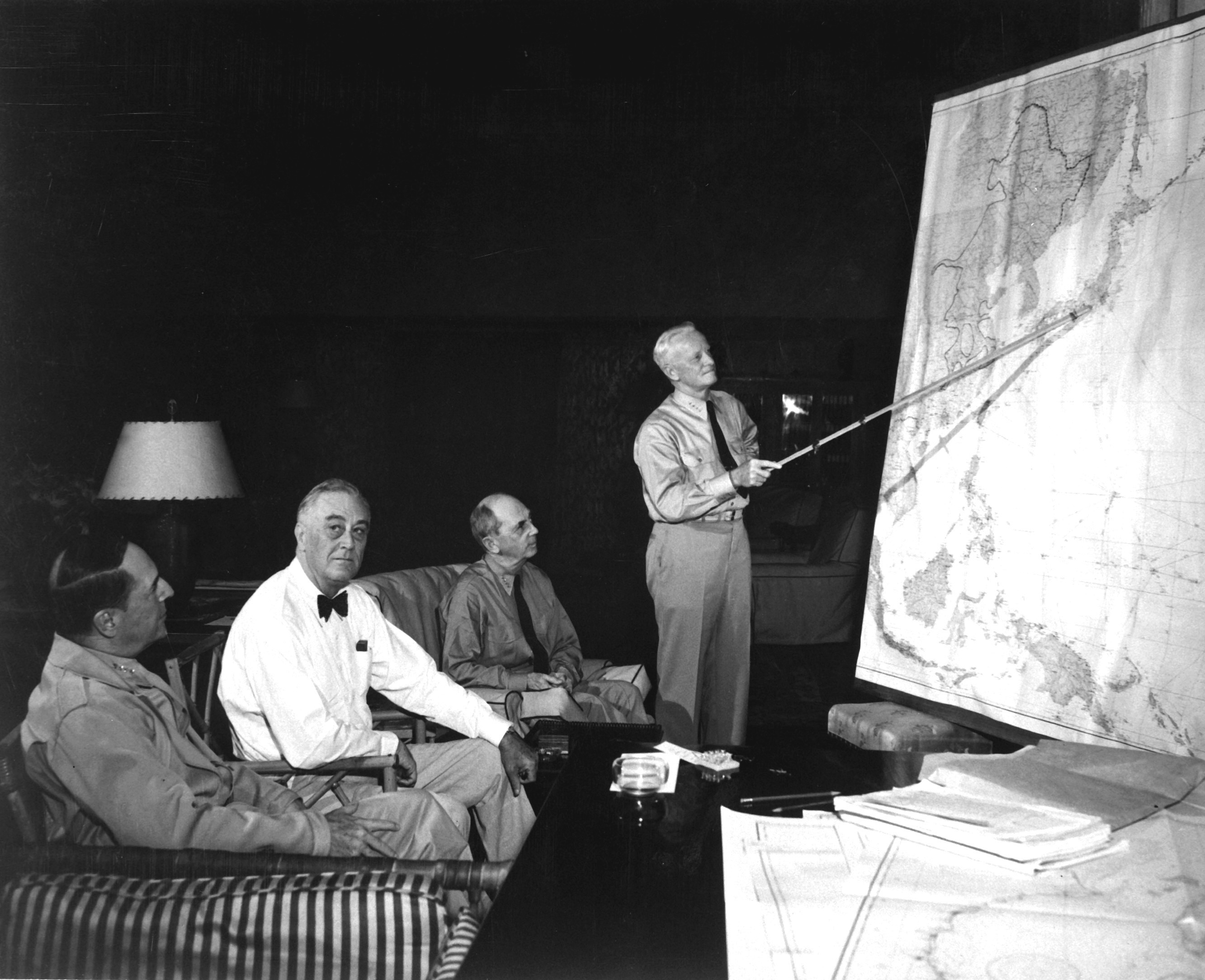
L'ammiraglio Chester Nimitz (in piedi) discute con (da sinistra) il generale Douglas MacArthur, il presidente Franklin Delano Roosevelt e l'ammiraglio William Leahy

Le campagne alleate condotte dall'agosto 1942 al marzo 1944 avevano respinto le forze giapponesi da molte delle loro posizioni insulari del Pacifico meridionale e centrale, isolando al contempo diverse basi (soprattutto quella aeronavale di Rabaul). Nel giugno 1944, grazie a una serie di sbarchi anfibi appoggiati dalla Fast Carrier Task Force della Quinta Flotta statunitense, furono occupate le isole Marianne meridionali: fu così infranto il più interno degli anelli strategici di difesa del Giappone e gli Alleati conquistarono una base da cui i bombardieri statunitensi a lungo raggio Boeing B-29 Superfortress avrebbero potuto operare contro il territorio metropolitano nipponico. I giapponesi contrattaccarono poco dopo la riuscita degli sbarchi, impegnando gran parte della loro flotta da combattimento ma nella battaglia del Mare delle Filippine la marina statunitense distrusse tre portaerei nipponiche e circa quattrocento aerei, lasciando la Marina imperiale giapponese con una forza aeronavale molto indebolita e priva di equipaggi esperti.
Per le operazioni successive il capo delle operazioni navali, ammiraglio Ernest King, e altri membri dello stato maggiore congiunto suggerirono l'isolamento delle forze giapponesi nelle Filippine e un attacco principale alla colonia di Formosa, per dare agli Alleati il controllo delle rotte marittime tra il Giappone e l'Asia meridionale. Il generale d'armata Douglas MacArthur, comandante in capo della South West Pacific Area, preferiva tuttavia un'invasione delle Filippine, poiché si trovavano lungo le rotte di rifornimento verso il Giappone e anche perché lasciarle in mano alle truppe d'occupazione avrebbe significato un colpo al prestigio statunitense; le isole erano state sotto il dominio statunitense dal 1898 e l'invasione nipponica era avvenuta nonostante un accordo di difesa e assistenza militare che impegnava gli Stati Uniti con le Filippine. Nel marzo 1942 lo stesso MacArthur era stato obbligato a lasciare il comando dell'arcipelago davanti all'avanzata giapponese, formulando però l'intenzione di ritornare: il generale riteneva perciò un punto d'onore adempiere il suo impegno e riconquistare le Filippine con una campagna terrestre.
Infine, la considerevole potenza aerea che i giapponesi avevano accumulato nelle Filippine, sia come aviazione dell'esercito imperiale sia come aviazione navale, era ritenuta un pericolo per i movimenti navali alleati da molti alti gradi esterni allo stato maggiore congiunto (compreso il comandante in capo della Flotta del Pacifico ammiraglio Chester Nimitz) e impossibile da ignorare. Tuttavia, i piani iniziali di Nimitz e MacArthur erano contrastanti: l'ammiraglio propendeva per l'invasione di Formosa e la recisione delle linee di rifornimento nipponiche da e per il Sud-est asiatico; l'isola poteva anche servire da base per un'invasione della Cina, che MacArthur però reputava non necessaria. Un incontro tra i due alti ufficiali e il presidente Franklin Delano Roosevelt servì a confermare le Filippine come obiettivo strategico, ma ebbe meno influenza di quanto si sia talvolta sostenuto nella decisione finale d'invadere l'arcipelago. Nimitz alla fine cambiò idea e concordò con il piano di MacArthur.
Forse la considerazione più decisiva contro il piano Cina-Formosa, come ipotizzato dall'ammiraglio Ernest King e da altri, fu che l'invasione di Formosa avrebbe richiesto una quantità di forze terrestri molto più grande di quelle disponibili nel Pacifico alla fine del 1944 e non sarebbe stata praticabile fin quando la sconfitta della Germania nazista non avesse reso disponibili ulteriori divisioni alleate dal teatro di guerra europeo. In ogni caso, nell'area Formosa-Filippine-isole Ryūkyū-Giappone meridionale erano presenti oltre 1 200 aerei da combattimento della marina e dell'esercito imperiale, che costituivano una seria minaccia per le forze navali alleate; pertanto venne deciso dallo stato maggiore statunitense di eliminare o comunque ridimensionare questa minaccia, attuando dal 10 al 20 ottobre una serie di attacchi contro le basi aeree di Formosa e delle Filippine.

### Il piano operativo alleato

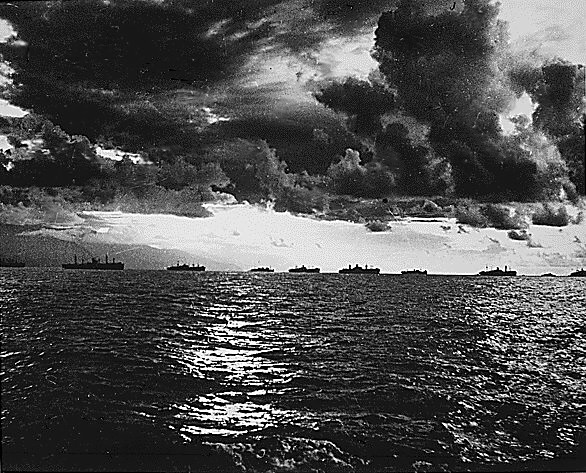
La flotta da sbarco statunitense muove verso Leyte

Come testa di ponte per la riconquista delle Filippine fu scelta l'isola di Leyte, nella parte centrale dell'arcipelago: il trasporto della forza d'invasione e l'appoggio navale ravvicinato sarebbero stati forniti dalla Settima Flotta statunitense, comandata dal viceammiraglio Thomas Kinkaid e comprendente anche unità della Royal Australian Navy. La Terza Flotta statunitense dell'ammiraglio William Halsey, con le portaerei della Task Force 38 (la "Fast Carrier Task Force" del viceammiraglio Marc Mitscher) come componente principale, avrebbe invece fornito una copertura a distanza alla Settima Flotta e appoggio all'invasione, attaccando le basi aeree nemiche e qualsiasi forza navale che avesse cercato di ostacolare gli sbarchi.
Nel quadro degli attacchi preventivi e per sviare l'attenzione giapponese dalle Filippine, il 12 ottobre 1944 la Terza Flotta dell'ammiraglio Halsey iniziò una serie d'incursioni lanciate dalle portaerei contro Formosa e le isole Ryūkyū, con l'idea di assicurarsi che gli aerei di base in loco non potessero intervenire negli sbarchi a Leyte; il comando nipponico rispose lanciando ondate di attacchi aerei contro le portaerei della Terza Flotta, e in quella che Morison riporta come una «lotta dura ed estenuante tra aerei basati sulle portaerei e aerei di base a terra» i giapponesi furono sconfitti perdendo oltre 500 velivoli in tre giorni, quasi l'intera forza aerea della regione. Altre azioni diversive videro un bombardamento dell'Isola Marcus il 9 ottobre e incursioni delle portaerei britanniche contro le isole Nicobare tra il 17 e il 21 ottobre.

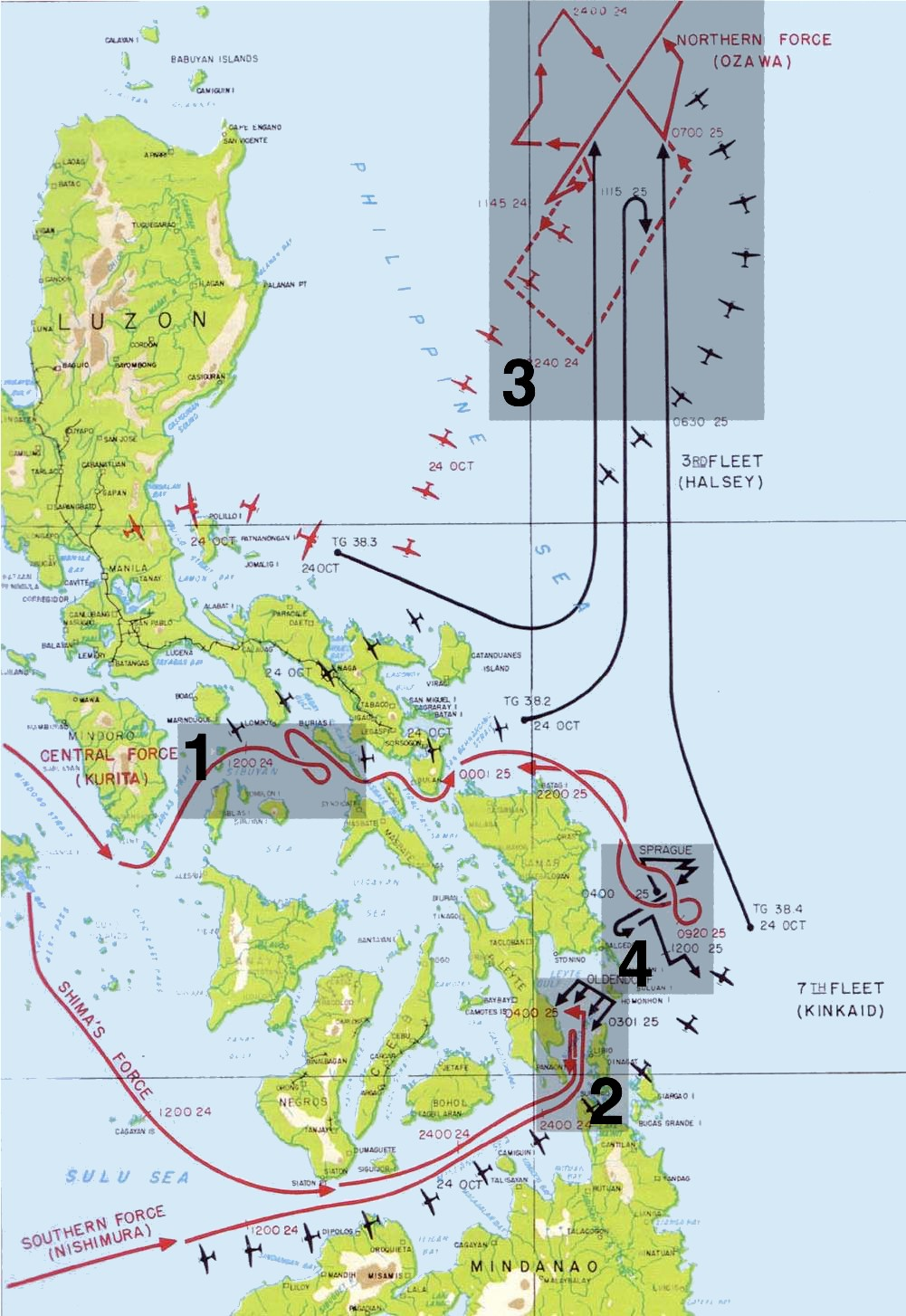
Le quattro azioni principali della battaglia del Golfo di Leyte.
1) battaglia del Mare di Sibuyan
2) battaglia dello Stretto di Surigao
3) battaglia di Capo Engaño
4) battaglia al largo di Samar

Un grave e fondamentale difetto di questo piano fu che gli Alleati non avrebbero avuto un comandante navale in capo dell'operazione: la Settima Flotta era posta sotto l'autorità del generale MacArthur, mentre l'ammiraglio Halsey dipendeva da Nimitz. Questa mancanza di un comando unificato, assieme a problemi di comunicazione, avrebbe prodotto una crisi e rischiato di provocare un disastro strategico per le forze alleate.

### Il piano operativo giapponese
Le opzioni alleate erano chiare anche alla Marina imperiale giapponese. Il comandante della Flotta Combinata, ammiraglio Soemu Toyoda, preparò quattro "piani vittoriosi" (捷１号作戦, Shō ichigō sakusen): Shō-Gō 1 era un'importante operazione navale nelle Filippine, mentre Shō-Gō 2, Shō-Gō 3 e Shō-Gō 4 erano configurati, rispettivamente, come risposte agli attacchi aerei portati dagli statunitensi su Formosa, le isole Ryūkyū e le isole Curili. L'alto comando nipponico riteneva più probabile un'invasione delle Filippine, con Leyte come primo obiettivo, ma senza averne la certezza non potevano essere prese misure preventive e quindi in ogni caso il contrattacco giapponese sarebbe arrivato a sbarchi ultimati. La velocità di reazione giapponese era compromessa anche dalla dispersione delle sue risorse navali: gli attacchi dei sommergibili alleati alle rotte commerciali nipponiche avevano pregiudicato a tal punto i rifornimenti di carburante diretti in Giappone, da obbligare il grosso della Flotta Combinata a trasferirsi nella base di Singapore, più vicina ai pozzi petroliferi del Borneo; solo la squadra delle portaerei era rimasta nelle acque giapponesi, per permettere l'addestramento dei piloti di rimpiazzo.
Con l'inizio dell'invasione statunitense delle Filippine, la marina giapponese passò al piano Shō-Gō 1 ma le gravi perdite di velivoli patite negli scontri su Formosa obbligarono i giapponesi a rivedere il piano originario. Sebbene si facesse comunque molto affidamento sugli aerei di base a terra per indebolire le forze statunitensi, la flotta d'invasione doveva essere attaccata e distrutta da una squadra navale di superficie, cosa difficile da realizzare finché le portaerei dell’ammiraglio William Halsey incrociavano in zona. Si decise quindi di attirare la Terza Flotta lontano da Leyte con uno stratagemma: la squadra portaerei del viceammiraglio Jisaburō Ozawa (3ª Flotta o Forza settentrionale) avrebbe incrociato al largo di Luzon, facendo da esca per indurre Halsey a muovere verso nord. Una volta che questi si fosse allontanato, la Flotta combinata proveniente da Singapore sarebbe piombata nell'area degli sbarchi con una manovra a tenaglia: la 2ª Flotta o Forza centrale del viceammiraglio Takeo Kurita, comprendente le unità principali della flotta, avrebbe percorso lo stretto di San Bernardino arrivando da nord, mentre la più piccola 2ª Divisione corazzate o Forza meridionale del viceammiraglio Shōji Nishimura (distaccata dal grosso agli ordini di Kurita) sarebbe arrivata da sud attraverso lo stretto di Surigao; poiché l'unità di Nishimura era piuttosto debole, fu all'ultimo momento affiancata da una terza squadra navale proveniente dal Giappone, la 5ª Flotta guidata dal viceammiraglio Kiyohide Shima.
Gli adattamenti dell'ultimo minuto causarono diversi problemi: non c'era un comandante unico, ciascun ammiraglio giapponese aveva un'idea vaga dei movimenti degli altri gruppi, Nishimura e Shima non avevano istruzioni su come collaborare e gli aerei di base a terra non erano in grado di fornire protezione alle navi nipponiche, perché inviati ad attaccare quelle statunitensi. Era altamente probabile che si arrivasse alla distruzione di una o più delle forze attaccanti, ma Toyoda spiegò in seguito la cosa nel seguente modo:

## Mosse iniziali

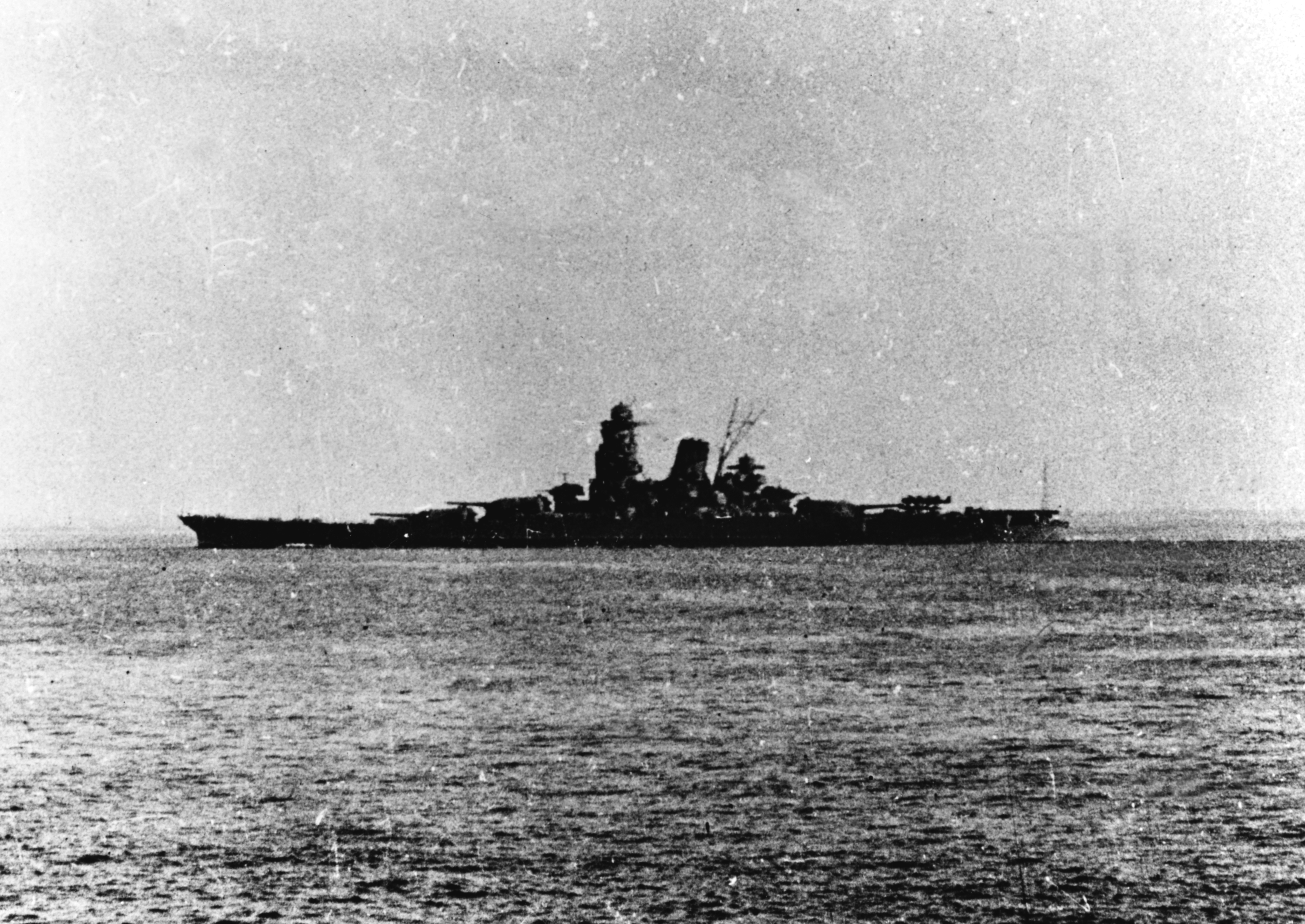
La Musashi parte dal Brunei nell'ottobre 1944 per la battaglia del Golfo di Leyte

All'alba del 17 ottobre 1944 unità speciali dei Ranger statunitensi iniziarono ad attaccare le postazioni di artiglieria costiera giapponese che presidiavano l'accesso al Golfo di Leyte: a Tokyo l'ammiraglio Toyoda interpretò queste azioni come il preludio agli sbarchi alleati a Leyte e alle 08:09 emanò l'allerta per il piano Shō-Gō 1 a tutte le unità giapponesi, anche se l'ordine esecutivo finale fu emesso alle 11:00 del 18 ottobre; alle 01:00 del 19 ottobre la Flotta combinata lasciò Singapore alla volta della baia del Brunei, dove si rifornì e attese gli ordini definitivi. All'alba del 20 ottobre le forze statunitensi diedero il via agli sbarchi a Leyte, stabilendo rapidamente una solida testa di ponte; quello stesso pomeriggio le portaerei di Ozawa lasciarono il Giappone alla volta di Luzon, passando inosservate attraverso la linea di rilevamento dei sommergibili alleati. Alle 08:00 del 22 ottobre Kurita e la sua Forza centrale salparono alla volta dello stretto di San Bernardino, lasciandosi dietro l'unità di Nishimura che, dovendo percorrere una distanza minore, rimase in porto per altre 24 ore; la squadra di rinforzo di Shima salpò dal Giappone la mattina del 22, mantenendosi a ovest delle Filippine durante il suo lungo viaggio per ricongiungersi con Nishimura.
Salpata dalla sua base nel Brunei, la Forza centrale di Kurita disponeva delle due supercorazzate Yamato e Musashi, della più vecchia corazzata Nagato, delle due navi da battaglia veloci Kongo e Haruna, di dieci incrociatori pesanti (Atago, Maya, Takao, Chokai, Myoko, Haguro, Kumano, Suzuya, Tone e Chikuma), due incrociatori leggeri (Noshiro e Yahagi) e quindici cacciatorpediniere.

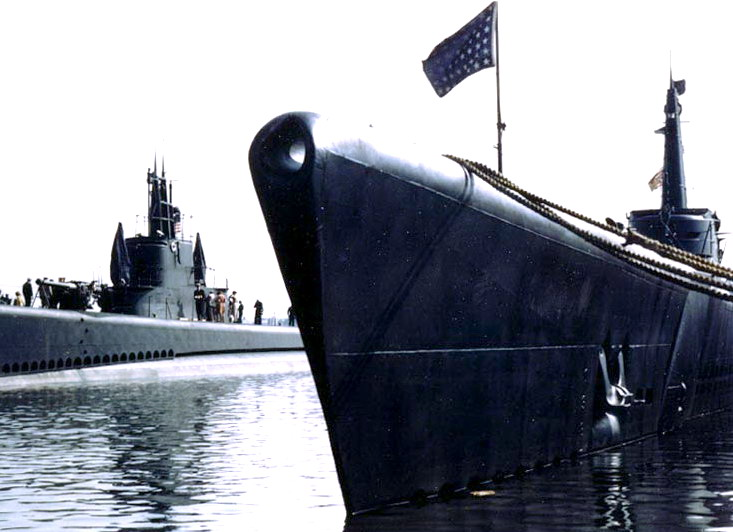
Lo, a sinistra, all'ancora

Le navi di Kurita passarono l'isola Palawan attorno alla mezzanotte tra il 22 e il 23 ottobre, dove i sommergibili USS Darter e USS Dace erano posizionati in superficie. Alle 00:16 del 23 ottobre il radar del Darter individuò la formazione giapponese a circa 27 chilometri di distanza e il capitano ottenne rapidamente un contatto visivo. I due sommergibili si mossero velocemente a caccia delle navi e il Darter fece il primo di tre rapporti di contatto: almeno uno di questi fu captato da un operatore radio della Yamato, ma Kurita non prese le appropriate contromisure anti-sommergibile.
Il Darter e il Dace, viaggiando in superficie a pieno regime, dopo diverse ore ottennero una posizione di lancio davanti alla formazione di Kurita, con l'intenzione di compiere un attacco in immersione alle prime luci dell'alba. Alle 06:34 il Darter rilasciò una salva di sei siluri, di cui almeno quattro centrarono l'ammiraglia di Kurita, l'incrociatore Atago; dieci minuti dopo il Darter, con un'altra serie di ordigni, fece due centri sul gemello dell'Atago, il Takao. Infine, alle 06:56, quattro siluri del Dace colpirono l'incrociatore Maya, appartenente alla stessa classe delle altre due unità.
L'Atago e il Maya affondarono rapidamente, tanto che Kurita fu costretto a nuotare per salvarsi prima di essere soccorso da uno dei cacciatorpediniere, il Kishinami, e trasferito sulla Yamato; il danneggiato Takao tornò verso il Brunei, scortato da due cacciatorpediniere e inseguito dai due sommergibili. Il 24 ottobre alle 01:05, mentre seguiva l'incrociatore danneggiato, il Darter s'incagliò sulla secca di Bombay, nello stretto di Palawan: tutti i tentativi di liberarlo fallirono e venne quindi abbandonato dopo un infruttuoso tentativo di sabotaggio alle 05:55, per essere poi affondato dal sommergibile USS Nautilus; l'intero equipaggio venne comunque messo in salvo dal Dace. Il Takao fece ritorno a Singapore, dove rimase per il resto della guerra in riparazione.

## Battaglia per il Mare di Sibuyan (24 ottobre)
La Terza Flotta aveva in quel momento nella Task Force 38 il suo braccio operativo, diviso in quattro Task Group di portaerei di forza diseguale. Il 22 ottobre Halsey ne aveva inviati due alla base della flotta a Ulithi per rifornirsi e riarmarsi: quando arrivò il rapporto sul contatto del Darter, Halsey richiamò il gruppo del retroammiraglio R. E. Davison (Task Group 38.4 – TG 38.4), composto da due portaerei di squadra (Franklin ed Enterprise) e una leggera, ma permise a quello del viceammiraglio John S. McCain (TG 38.1), forte di tre portaerei di squadra (Wasp, Hornet, Hancock) e due di scorta, di continuare verso Ulithi; Halsey richiamò infine McCain il 24 ottobre, ma il ritardo fece sì che il più potente gruppo di portaerei statunitensi avrebbe giocato un ruolo marginale nella battaglia che andava profilandosi e la Terza Flotta si trovò in effetti priva di quasi il 40% della sua forza aerea per gran parte dello scontro. Il mattino del 24 ottobre solo tre gruppi erano disponibili per colpire eventuali forze nemiche in avvicinamento a Leyte: davanti allo stretto di San Bernardino era posizionato il TG 38.2 del retroammiraglio Gerald F. Bogan, che era però anche il più debole, disponendo di una sola grande portaerei (la Intrepid, visto che la Bunker Hill era stata distaccata per lavori di manutenzione il giorno prima) e di due portaerei leggere; il TG 38.4 di Davison era a sud davanti al Golfo di Leyte mentre l'ultimo raggruppamento, il TG 38.3 del contrammiraglio Frederick Sherman, con due portaerei di squadra (la Essex e la Lexington) e due leggere, era a nord al largo di Luzon.

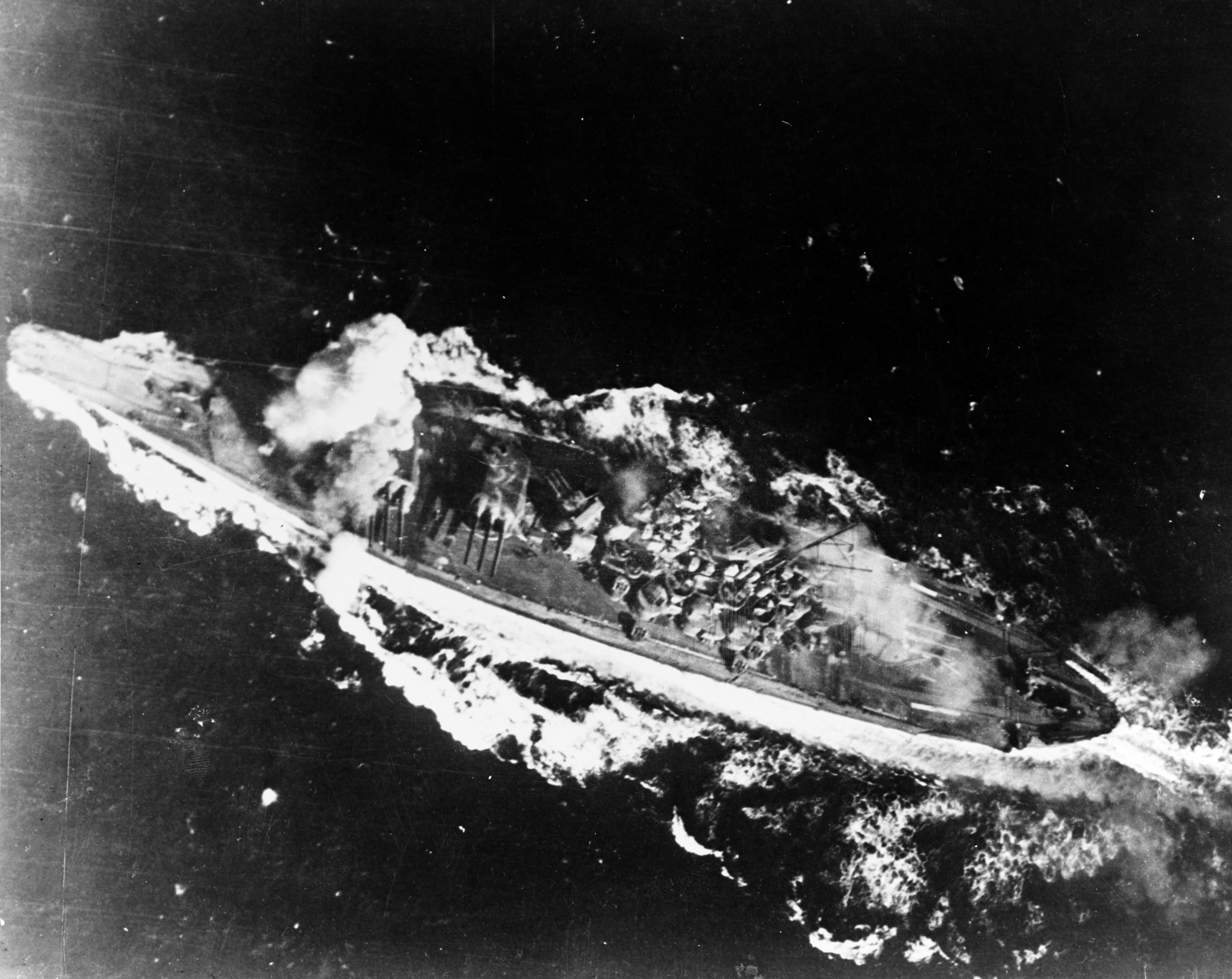
La corazzata giapponese Yamato colpita da una bomba vicino alla torretta di prua nel Mare di Sibuyan

Durante la notte le navi dei Task Group della Terza Flotta si erano avvicinate alla costa, pronte a lanciare attacchi aerei sulla squadra di Kurita; la mattina del 24 tutti i Task Group lanciarono voli di ricognizione per rilevare la posizione delle unità avvistate dal Darter: alle 08:12 un velivolo della Intrepid localizzò quasi per caso le navi di Kurita intente a doppiare la punta meridionale di Mindoro ed entranti nel Mare di Sibuyan; intuendo che l'obiettivo dei giapponesi era percorrere lo stretto di San Bernardino per piombare sulla zona degli sbarchi a Leyte, Halsey ordinò ai TG di Sherman e Davison di avvicinarsi a quello di Bogan per attaccare il nemico. Mentre erano in corso questi spostamenti, alle 09:05 uno dei ricognitori di Davison avvistò la Forza meridionale di Nishimura intenta ad attraversare il Mare di Sulu: Halsey indovinò ancora una volta le intenzioni dei giapponesi, diretti verso lo stretto di Surigao, ma ritenne che la Settima Flotta di Kinkaid avesse forze sufficienti per far fronte a questa minaccia e tornò a concentrare la sua attenzione su Kurita.
Aerei della Intrepid e della Cabot, appartenenti al gruppo di Bogan, attaccarono attorno alle 10:30 la flotta nipponica, centrando le corazzate Nagato, Yamato, Musashi e danneggiando gravemente l'incrociatore pesante Myoko. Una seconda ondata proveniente dalle portaerei Intrepid, Essex e Lexington attaccò in seguito: dei vari gruppi aerei, il 15º della Essex centrò altre dieci volte la Musashi; mentre quest'ultima si ritirava, virando a babordo, una terza ondata dalla Enterprise e dalla Franklin la colpì con undici bombe e otto siluri.
Kurita fece tornare indietro la sua flotta per uscire dal raggio d'azione degli aerei, superando la danneggiata Musashi, che aveva già rimandato indietro alle 14:52 verso le isole Pescadores sotto la scorta dei cacciatorpediniere Kiyoshimo e Hamakaze, e attese fino alle 17:15 prima di invertire nuovamente la marcia e dirigersi verso lo stretto di San Bernardino; la Musashi, gravemente danneggiata, si capovolse e affondò attorno alle 19:30, nonostante i tentativi del suo comandante di farla incagliare.
Nel frattempo, il viceammiraglio Takijirō Ōnishi aveva diretto tre ondate della 1ª Flotta aerea di stanza a Luzon contro le portaerei del TG 38.3 del contrammiraglio Sherman (i cui velivoli erano impegnati a colpire i campi aerei filippini per impedire simili attacchi giapponesi ai danni delle navi nel Golfo di Leyte); ciascuna delle ondate di attacco di Ōnishi era composta da 50 o 60 aerei per 199 aerei complessivi. Anche l'esercito imperiale lanciò la sua 2ª Divisione aerea contro la flotta statunitense con tre ondate di 80, 38 e 29 aerei, dalle 08:00 fino al tramonto, ma con scarsi risultati: una nave appoggio idrovolanti e un mezzo da sbarco vennero ritenuti affondati, due incrociatori e cinque trasporti danneggiati.

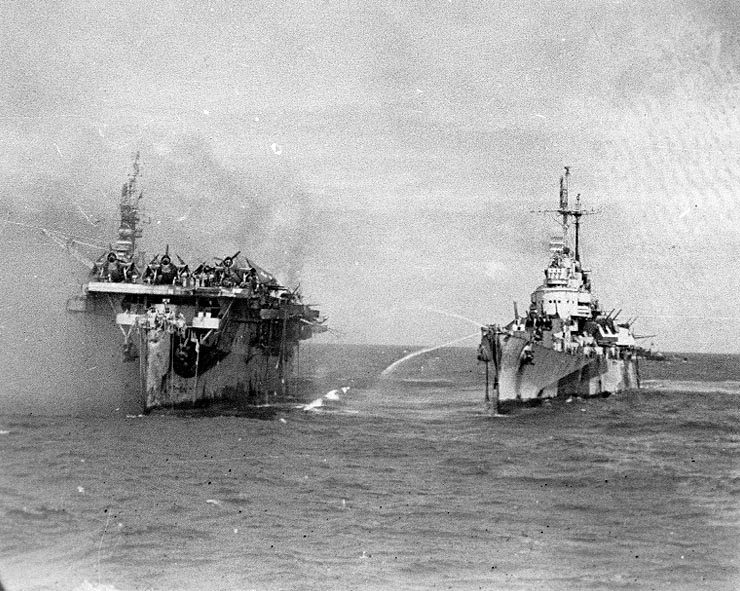
L'incrociatore Birmingham affianca la Princeton in fiamme

Gran parte degli aerei nipponici decollati venne intercettata, abbattuta o messa in fuga dai F6F Hellcat delle pattuglie aeree di Sherman, soprattutto dalle due sezioni di caccia della Essex, guidate dal capitano di fregata David McCampbell (cui venne accreditato l'abbattimento di nove aerei nemici in questa sola azione); le perdite dell'aviazione di marina nipponica furono di 67 aerei contro 32 statunitensi. Comunque, un bombardiere Yokosuka D4Y "Judy" passò oltre le difese e alle 09:38 colpì la portaerei leggera Princeton con una bomba perforante da 250 chili, provocando un grave incendio nell'hangar della nave: il sistema antincendio di emergenza non funzionò e il fuoco si diffuse rapidamente, causando in poco tempo una serie di forti scoppi. Le fiamme vennero gradualmente portate sotto controllo e alcune navi della scorta vennero inviate a prestare assistenza: il cacciatorpediniere Irwin, non potendo affiancare la portaerei a causa delle alte ondate, stese lungo la fiancata delle reti per permettere ai marinai che si buttavano in mare di salire a bordo, mentre con raffiche di mitragliatrice si tenevano a bada gli squali; il solo Irwin recuperò 646 marinai e l'episodio fruttò alla nave una Navy Unit Commendation. Il cacciatorpediniere Morrison, che aveva tentato di avvicinarsi dopo aver recuperato 460 marinai, venne sbattuto contro la fiancata della Princeton perdendo l'albero militare e il fumaiolo anteriore. Mentre proseguivano le operazioni di salvataggio arrivò una nuova incursione aerea nipponica: alle 15:23 ci fu un'enorme esplosione (probabilmente nel deposito delle bombe), provocando altre vittime sulla Princeton e perdite anche più pesanti (oltre 300) a bordo dell'incrociatore Birmingham, affiancatosi per aiutare a domare l'incendio e costretto a ritirarsi per i danni subiti; vennero danneggiati anche altri vascelli nelle vicinanze. Tutti i tentativi di salvare la Princeton fallirono ed essa venne alla fine affondata con i siluri dall'incrociatore leggero Reno alle 17:50, mentre i superstiti furono riportati dal Birmingham, dall'Irwin e dal Morrison a Ulithi il 27 ottobre.
Il 24 ottobre, complessivamente, la Terza Flotta lanciò 259 sortite contro la Forza centrale giapponese, in gran parte composte da cacciabombardieri F6F Hellcat, ma questa mole di attacchi non fu sufficiente a neutralizzare la minaccia portata da Kurita: gran parte degli attacchi nel mare di Sibuyan vennero diretti contro una sola nave, la Musashi, colpita con un totale di 17 bombe e 19 siluri dagli aerei provenienti dalle portaerei Essex, Intrepid e Franklin, e ciò lasciò relativamente indenni le altre unità di Kurita, con solo l'incrociatore pesante Myoko costretto ad abbandonare la formazione dopo essere stato danneggiato alle 10:29 da un siluro lanciato da un aereo della Intrepid. Altre navi furono danneggiate, compreso il Tone colpito da una bomba, ma poterono tutte continuare la missione.
In questa fase, le navi da battaglia statunitensi erano ancora inquadrate nei Task Group della TF 38, precisamente nei TG 38.2 e 38.3. Come risultato dell'importante decisione che verrà presa in seguito dall'ammiraglio Halsey, Kurita fu in grado di procedere attraverso lo stretto di San Bernardino nel corso della notte e di fare una comparsa inattesa al largo della costa di Samar il mattino seguente.

## La decisione di Halsey (24-25 ottobre)

### La Task Force 34
Dopo che le Forze centrale e meridionale dei giapponesi furono individuate, ma prima che fossero localizzate anche le portaerei di Ozawa, Halsey e lo stato maggiore della Terza Flotta, a bordo della corazzata New Jersey, prepararono un piano di emergenza per affrontare la minaccia proveniente dalla squadra di Kurita: il loro intento era di coprire lo stretto di San Bernardino con una potente task force di navi da battaglia veloci appoggiate da due dei gruppi di portaerei della Terza Flotta; tale forza sarebbe stata designata Task Force 34 e doveva consistere in 4 corazzate, 5 incrociatori e 14 cacciatorpediniere, sotto il comando del viceammiraglio Willis Lee. Il contrammiraglio Davison, del Task Group 38.4, sarebbe stato al comando dei gruppi di portaerei di appoggio.
Alle 15:12 del 24 ottobre Halsey inviò un messaggio radio ai comandanti dei gruppi a lui subordinati, fornendo i dettagli del piano di emergenza: le due corazzate veloci da 31 nodi della 7ª Divisione, la New Jersey e la Iowa, assieme all'Alabama e alla Washington (entrambe da 27/28 nodi), coadiuvate da una robusta scorta, avrebbero formato il nerbo della TF 34 e combattuto materialmente lo scontro, mentre le portaerei dei due Task Group 38.2 e 38.4 dovevano tenersi «lontano dai combattimenti di superficie»; le istruzioni agli altri due Task Group 38.1 (forte di 5 incrociatori pesanti e 3 leggeri) e 38.3 (che comprendeva anche le altre due corazzate South Dakota e Massachusetts e i quattro incrociatori leggeri della 13ª Divisione incrociatori) sarebbero state fornite in seguito. Quindi, nonostante che il TG 38.1 si trovasse ancora a Ulithi per il rifornimento, il TG 38.3, lasciato libero, avrebbe avuto comunque una potenza di fuoco paragonabile a quella delle navi di scorta alle portaerei di Ozawa.
Questo messaggio fu spedito in copia a Nimitz, al quartier generale della Flotta del Pacifico, ma non al comandante della Settima Flotta Thomas Kinkaid, che tuttavia lo apprese "origliando" le comunicazioni radio; la Task Force 34 comunque, non venne immediatamente formata al largo dello stretto di San Bernardino come previsto. Questo messaggio avrebbe portato poi a una disastrosa incomprensione e avrebbe avuto una profonda influenza sul successivo corso della battaglia. Lee aveva comunque chiesto ripetutamente a Halsey di distaccare una forza di copertura e predisporre un piano di battaglia, ma si sentiva in grado di affrontare la squadra da battaglia giapponese facendo affidamento sull'artiglieria delle sue unità oltreché sulle due portaerei leggere con un totale di circa 60 velivoli.

### "Verso nord con tre gruppi"
A dispetto del suo ruolo di esca per le forze alleate, la Forza settentrionale di Ozawa aveva continuato a navigare incontrastata al largo di Luzon senza ancora essere stata avvistata dal nemico; per attirare l'attenzione su di sé, alle 08:20 del 24 ottobre l'ammiraglio lanciò 76 dei 100 aerei di cui disponeva contro le portaerei del TG 38.3 di Sherman: i velivoli arrivarono però in concomitanza con gli assalti delle forze giapponesi basate a terra e Sherman, impegnato anche con le complesse manovre di salvataggio della Princeton, non si avvide che il nuovo attacco proveniva dalle portaerei nemiche. La mancanza d'interesse degli statunitensi per la sua formazione spinse Ozawa a essere più deciso e alle 14:30 distaccò le corazzate Ise e Hyuga inviandole a sud, più vicino alla Terza Flotta; la mossa diede il risultato sperato e alle 15:40 due aerei del gruppo di Davison, in rientro verso le loro portaerei, avvistarono le corazzate giapponesi: la diminuzione degli attacchi nemici consentì a Sherman di dare seguito all'avvistamento e alle 16:40 i suoi ricognitori individuarono il resto della forza di Ozawa. Ottenuta l'attenzione degli statunitensi, Ozawa richiamò le corazzate, ma quella sera intercettò una (erronea) comunicazione statunitense che descriveva il ritiro di Kurita e decise quindi di ritirarsi anch'egli; la sua mossa fu però fermata da Toyoda alle 20:00, il quale ordinò a tutte le forze di attaccare «confidando nell'assistenza divina»: Ozawa invertì la rotta e si diresse a sud verso Leyte.
Halsey si convinse che la Forza settentrionale costituisse la principale minaccia giapponese ed era determinato ad afferrare quella che sembrava un'occasione d'oro per distruggere le restanti portaerei giapponesi. Credendo agli esagerati rapporti dei suoi piloti, i quali rivendicavano molti centri sulle navi giapponesi, l'ammiraglio si convinse che la Forza centrale fosse stata neutralizzata dagli attacchi aerei portati a inizio giornata nel Mare di Sibuyan e che il resto si stesse ritirando; Halsey comunicò quindi via radio a Nimitz e Kinkaid, le navi del quale doveva proteggere:
Le parole with three groups ("con tre gruppi") si sarebbero rivelate fuorvianti. Alla luce del messaggio di Halsey del 24 ottobre alle 15:12, l'ammiraglio Kinkaid e il suo stato maggiore compresero, così come Nimitz al quartier generale del Pacifico, che la Task Force 34 comandata da Lee fosse già stata formata: supposero che Halsey stesse lasciando questa potente forza di superficie a guardia dello stretto di San Bernardino, a copertura del fianco settentrionale della Settima Flotta, e che stesse portando solo i tre gruppi di portaerei a sua disposizione verso nord, all'inseguimento delle navi di Ozawa. Ma la Task Force 34, benché formata più tardi quella notte, non era realmente stata distaccata e le navi da guerra di Lee erano rimaste aggregate alle portaerei della Terza Flotta: Halsey lasciò consciamente e deliberatamente lo stretto di San Bernardino senza la minima protezione. Come scrisse Woodward: «Tutto venne portato via dallo Stretto di San Bernardino. Non venne lasciato nemmeno un dragamine».
Halsey e i suoi ufficiali di stato maggiore ignorarono le informazioni provenienti da un aereo per la ricognizione notturna che operava dalla portaerei leggera Independence, secondo cui la potente forza di superficie di Kurita stava tornando verso lo stretto di San Bernardino e che, dopo un lungo oscuramento, le luci di navigazione nello stretto erano state accese: quando il contrammiraglio Bogan, al comando del TG 38.2, inviò per radio questa informazione all'ammiraglia di Halsey, fu congedato da un ufficiale dello stato maggiore che replicò concisamente: «Sì, sì, abbiamo quella informazione». Il viceammiraglio Lee aveva nel frattempo correttamente dedotto che la forza di Ozawa fungeva da esca, ma quando comunicò la cosa a Halsey fu allo stesso modo ignorato. Il commodoro Arleigh Burke e il comandante James Flatley, dello stato maggiore del viceammiraglio Marc Mitscher (comandante della Task Force 38 e subordinato di Halsey, che era il comandante della Terza Flotta), erano giunti alla stessa conclusione: essi erano così preoccupati per la situazione che svegliarono Mitscher, il quale chiese «L'ammiraglio Halsey ha questo rapporto?»; quando gli venne risposto che Halsey era informato, Mitscher, conoscendo fin troppo bene il temperamento di Halsey, commentò «Se vuole il mio consiglio me lo chiederà» e tornò a dormire.
L'intera forza della Terza Flotta continuò dunque a procedere in direzione nord, allontanandosi dallo stretto di San Bernardino a 25 nodi.

## Battaglia dello Stretto di Surigao (25 ottobre)

### Le forze in campo

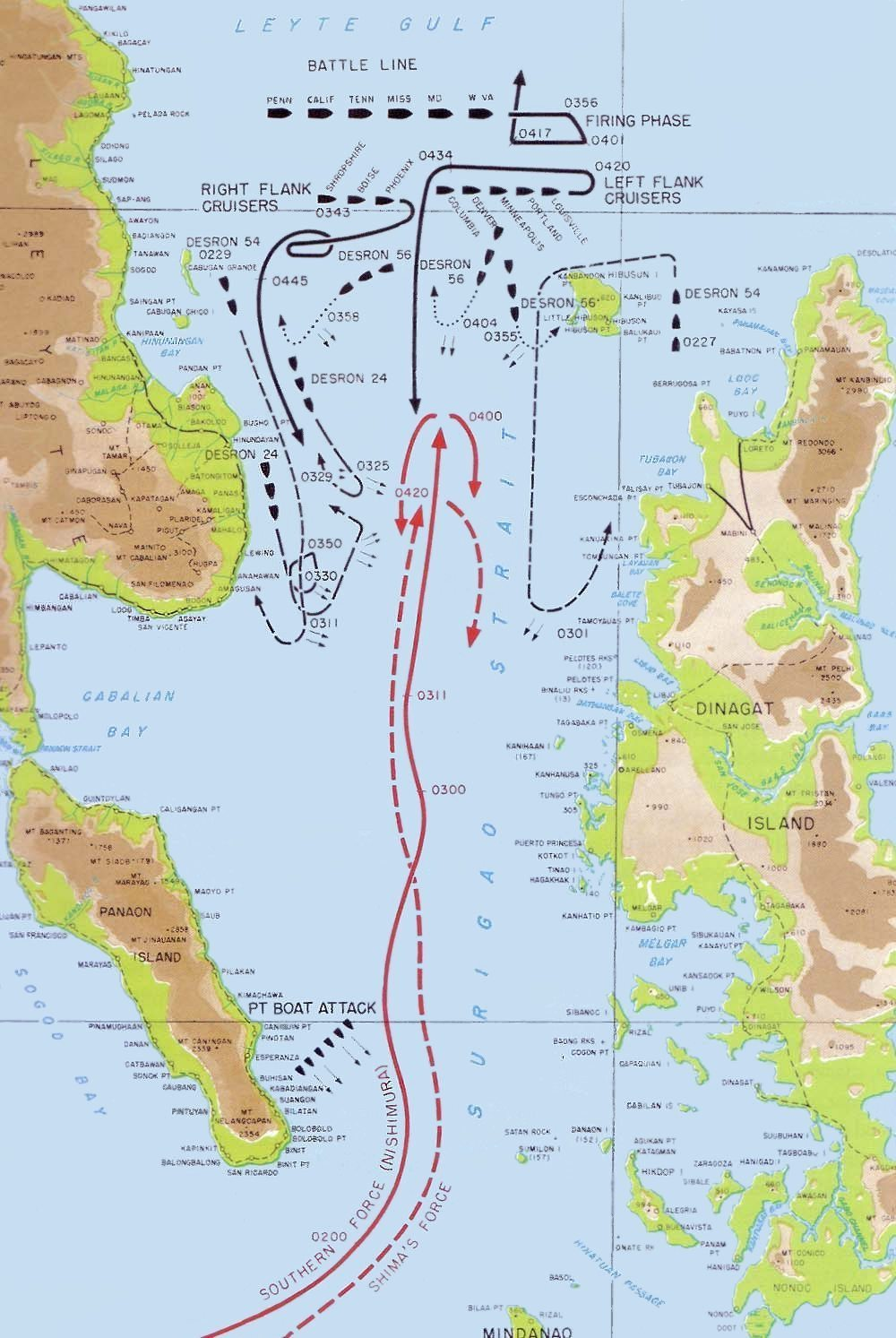
La battaglia dello Stretto di Surigao

Dopo essere stata avvistata alle 09:05 del 24 ottobre, la squadra di Nishimura aveva subito un attacco degli aerei della Terza Flotta, riportando però solo danni minori: una volta che il Task group di Davison fu richiamato a nord da Halsey, le navi giapponesi furono lasciate indisturbate a continuare la navigazione verso lo Stretto di Surigao. La forza di Nishimura comprendeva le corazzate Yamashiro e Fuso, l'incrociatore pesante Mogami e quattro cacciatorpediniere. Circa 40 chilometri più indietro si trovava l'unità di rinforzo di Shima: dopo aver distaccato diverse unità per compiere missioni secondarie, la sua forza era ridotta ai due incrociatori pesanti Nachi e Ashigara, all'incrociatore leggero Abukuma e a sette cacciatorpediniere; avvistata da un bombardiere dell'esercito statunitense intorno alle 12:00, fu attaccata dagli aerei della Franklin, che affondarono il cacciatorpediniere Wakaba, ma per il resto era stata lasciata indisturbata. Il silenzio radio e il fatto che non esistessero istruzioni su come collaborare fecero sì che le due unità della Forza meridionale agissero di fatto in modo indipendente e non coordinato; ma anche a Nishimura l'obbligo del silenzio radio impedì di venire a conoscenza dei ritardi patiti da Kurita a causa degli attacchi aerei subiti e quando la Forza meridionale si avvicinò allo Stretto di Surigao, la Forza centrale era molte ore indietro sulla tabella di marcia.
La Settima Flotta di Kinkaid stava nel frattempo preparando una trappola mortale per le navi giapponesi. Benché concepita come unità d'appoggio alle operazioni anfibie dell'esercito, la flotta di Kinkaid disponeva di un buon numero di unità da guerra, seppur piuttosto datate: il contrammiraglio Jesse Oldendorf con il Task Group 77.2 disponeva delle sei corazzate West Virginia, Maryland, Mississippi, Tennessee, California e Pennsylvania, tutte eccetto la Mississippi affondate o danneggiate nell'attacco di Pearl Harbor e poi riparate; esse erano coadiuvate dai quattro incrociatori pesanti Louisville (nave ammiraglia), Portland, Minneapolis e HMAS Shropshire (australiano), dai quattro incrociatori leggeri Denver, Columbia, Phoenix e Boise e da 28 cacciatorpediniere, oltre a 39 motosiluranti PT boat. Tre di questi incrociatori, il Boise, lo Shropshire e il Phoenix, costituivano il Task Group 77.3 al comando del contrammiraglio Berkey insieme ai cacciatorpediniere del Destroyer Squadron 54 (DesRon 54) e altri: il gruppo era stato inviato a Oldendorf come rinforzo e costituivano il suo fianco destro.
Presupponendo che Halsey stesse continuando a presidiare il fianco nord della Settima Flotta, tutte le unità da guerra di questa furono concentrate a sud contro Nishimura: mancando di aerei da ricognizione, Oldendorf dispose le sue motosiluranti in sezioni di tre lungo tutta l'imboccatura dello stretto, perché segnalassero il passaggio delle navi giapponesi e lanciassero un primo attacco con i loro siluri; a seguire sarebbero stati i cacciatorpediniere ad attaccare, divisi in sezioni disposte sui due lati della parte centrale e terminale dello stretto, sempre facendo uso dei siluri. Da ultimo le navi giapponesi sarebbero state bersagliate dalle corazzate e dagli incrociatori, disposti in linea di fila di traverso all'uscita dello stretto.

### Lo scontro

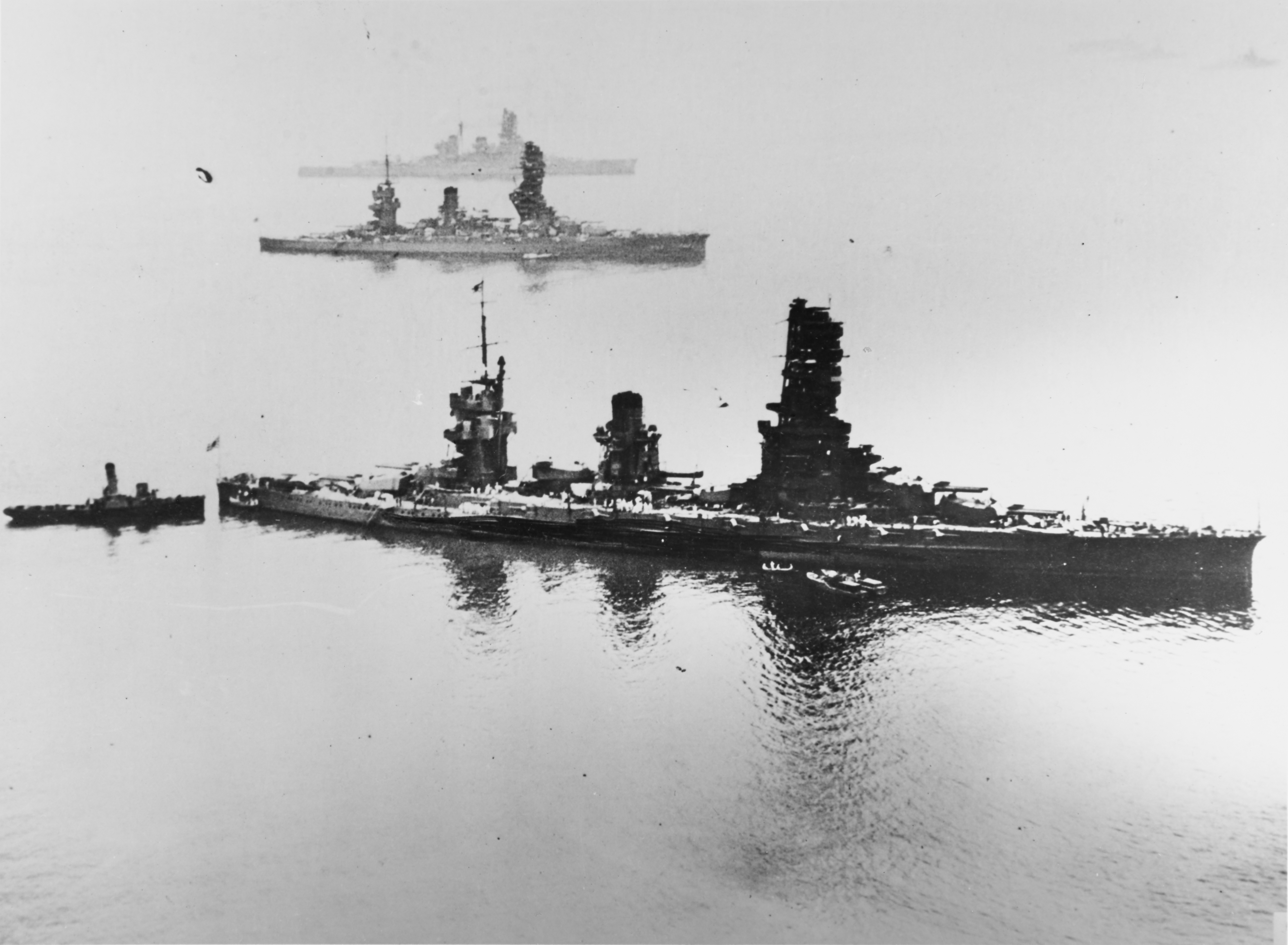
Le corazzate giapponesi Yamashiro (primo piano), Fuso e. Le prime due navi affondarono nello Stretto di Surigao.

Alle 22:36 del 24 ottobre una delle motosiluranti, la PT-131, ottenne il primo contatto con le navi giapponesi in avvicinamento, dando il via alla battaglia; alle 00:25 del 25 ottobre Oldendorf iniziò a ricevere i rapporti sul contatto, le prime indicazioni accurate sulla posizione della Forza meridionale da oltre quattordici ore. Fino alle 02:13, sezione dopo sezione, le piccole unità statunitensi si lanciarono contro le navi giapponesi solo per venire respinte dall'intenso fuoco di risposta del nemico; delle trenta motosiluranti impiegate nell'azione, nessuna riuscì a mettere a segno colpi sulle unità nemiche, la PT-493 fu affondata e dieci fuggirono danneggiate.
Mano a mano che i rapporti delle PT raggiungevano Oldendorf, questi li girava ai comandanti dei distaccamenti di cacciatorpediniere dislocati più a nord; alle 02:40 l'McGowan del DesRon 54 fu la prima ad avvistare le unità di Nishimura, ormai al centro dello stretto. Alle 03:00 tre unità della squadriglia lanciarono i loro siluri contro le navi giapponesi dal lato di dritta, mentre nove minuti più tardi altre due facevano altrettanto dal lato di babordo: la Yamashiro incassò un siluro senza problemi, ma il cacciatorpediniere Yamagumo fu colpito in pieno e affondò rapidamente entro le 03:19, il Michishio fu immobilizzato e lo Asagumo perse la prua, anche se, muovendo lentamente, fu in grado di ritirarsi; colpita da uno o due siluri e in preda alle fiamme, la corazzata Fuso uscì dalla formazione e alle 03:38 esplose fragorosamente spezzandosi in due tronconi, che andarono alla deriva giù per lo stretto. Oldendorf riportò nel suo rapporto preliminare che « [...] alle 03:20 il ComDesRon54 [comandante della 54ª Squadriglia cacciatorpediniere] notificava un colpo a segno e una grossa esplosione su una nave, visti dalla ammiraglia». Fu poi la volta del DesRon 24, che tra le 03:23 e le 03:26 riuscì a piazzare un secondo siluro sulla Yamashiro e a finire il Michishio; l'ultimo attacco dei cacciatorpediniere si ebbe tra le 03:54 e le 04:14 ma non ottenne risultati, anche perché la linea da battaglia statunitense aveva iniziato a fare fuoco: il cacciatorpediniere Albert W. Grant finì preso in mezzo dal fuoco incrociato, incassando sette proiettili giapponesi e undici statunitensi che provocarono un totale di 34 morti e 94 feriti.
Alle 03:16 i radar della West Virginia individuarono le navi sopravvissute della forza di Nishimura a una distanza di 38 chilometri nel buio più fondo e ottennero una soluzione di tiro a 27 chilometri. Alle 03:51 Oldendorf ordinò agli incrociatori di aprire il fuoco con i pezzi principali da 150 mm: le unità alleate scatenarono un elevato volume di fuoco sul nemico, con il solo Columbia che sparò 1 147 colpi in diciotto minuti. Due minuti dopo la West Virginia aprì il fuoco con gli otto cannoni da 406 mm delle sue batterie principali a una distanza di 21 chilometri, colpendo la Yamashiro con la sua prima salva; proseguì quindi sparando in totale 93 proiettili. Alle 03:55 si unirono la California e la Tennessee, che spararono un totale di 69 e 63 proiettili da 355 mm: il sistema di tiro controllato dal radar permise a queste navi di colpire bersagli a una distanza tale da tenersi fuori dalla portata di tiro dei giapponesi, i cui sistemi di controllo del tiro erano meno avanzati. Le altre tre navi statunitensi, equipaggiate con radar di controllo dell'artiglieria meno evoluti, ebbero difficoltà a ottenere una soluzione di tiro: la Maryland alla fine riuscì a ottenere un contatto visivo grazie agli spruzzi prodotti dai proiettili delle altre navi e sparò un totale di 48 proiettili da 406 mm; la Pennsylvania non riuscì a trovare un bersaglio e i suoi cannoni rimasero muti, mentre la Mississippi ottenne una soluzione di tiro alla fine della battaglia e sparò solo una salva completa di dodici colpi da 360 mm. Questa fu l'ultima salva mai sparata da una nave da battaglia contro un'altra nave della stessa categoria.
Le unità giapponesi incassarono un gran numero di colpi senza quasi avere la possibilità di rispondere: allagata oltre ogni controllo, la Yamashiro si capovolse lentamente e affondò alle 04:19, portando con sé Nishimura e gran parte dell'equipaggio, mentre l'incrociatore Mogami, sebbene incendiato e con il ponte di comando distrutto, riuscì a virare e a ritirarsi lentamente giù per lo stretto; sopravvissuto alla tempesta di fuoco statunitense, il cacciatorpediniere Shigure, l'ultimo rimasto del gruppo di Nishimura, riuscì a virare, ma un colpo danneggiò il suo timone obbligandolo ad andare alla deriva verso sud.

### Shima si ritira

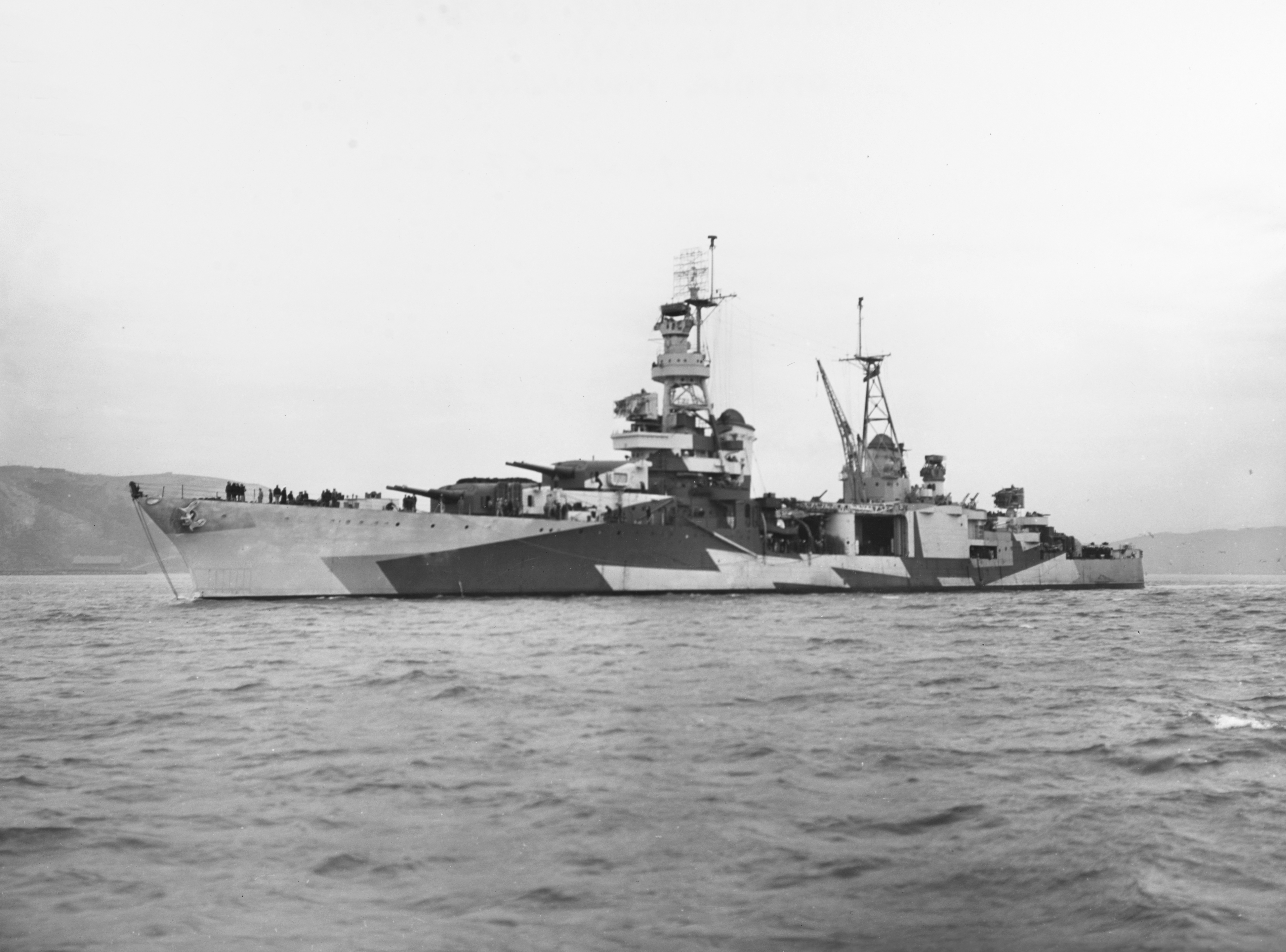
La nave ammiraglia di Oldendorf, l'incrociatore Louisville

Circa 65 chilometri dietro a Nishimura, la forza dell'ammiraglio Shima stava in quel momento entrando nello Stretto di Surigao: il gruppo fu immediatamente preso di mira dalle motosiluranti statunitensi e alle 03:25 la PT-137 riuscì a centrare con un siluro l'incrociatore leggero Abukuma, obbligandolo a lasciare la formazione. Proseguendo su per lo stretto, alle 04:10 Shima avvistò le due metà della Fuso, da lui scambiate per i resti di entrambe le corazzate di Nishimura: convinto che l'avanguardia della Forza meridionale fosse stata spazzata via, alle 04:24 diede ordine di virare e ritirarsi. Mentre era in corso questa manovra, il relitto alla deriva del Mogami comparve sulla scena e finì per entrare in collisione con l'incrociatore Nachi: per alcuni minuti le due navi rimasero incastrate finché il Nachi non riuscì a svincolarsi, continuando la ritirata verso sud a velocità ridotta; al gruppo di Shima riuscì ad aggregarsi anche lo Shigure, che era riuscito a riparare i danni al timone.
Benché iniziato subito, l'inseguimento del nemico sconfitto da parte di Oldendorf si dimostrò poco convinto: alle 05:20 i suoi incrociatori avvistarono e aprirono il fuoco sul relitto del Mogami, ma temendo un contrattacco giapponese nell'incerta luce dell'alba Oldendorf ordinò loro di ritirarsi alle 05:37, richiedendo invece alle portaerei di Kinkaid di lanciare attacchi aerei sulle unità nemiche in fuga; sopravvissuto ancora una volta, il Mogami continuò la sua lenta ritirata, riuscendo anche a respingere altri attacchi delle PT tra le 06:00 e le 06:45. Nel frattempo, alle 06:17, Oldendorf aveva riconsiderato la propria decisione e riportò gli incrociatori a caccia dei giapponesi: il mutilato cacciatorpediniere Asagumo fu intercettato mentre cercava di proseguire verso sud, finendo infine affondato dai cannoni del Denver e del Columbia alle 07:30; due minuti dopo arrivò la notizia dell'inizio della battaglia al largo di Samar e Oldendorf si affrettò a riportare le sue navi in appoggio a Kinkaid. Il relitto del Mogami fu infine intercettato da aerei della formazione Taffy 1 (Settima Flotta) e immobilizzato alle 09:10 al largo di Mindanao; alle 12:30 il cacciatorpediniere Akebono affondò la nave con un siluro dopo aver salvato i superstiti. L'ultima perdita della Forza meridionale fu l'incrociatore leggero Abukuma: scortata dal cacciatorpediniere Kasumi, l'unità era giunta al porto di Dapitan, da dove ripartì la mattina del 27 ottobre provvisoriamente riparata; fu però individuata da bombardieri della Fifth e Thirteenth Air Force che l'attaccarono alle 10:06 facendola infine affondare alle 12:42 al largo dell'isola di Negros.
La battaglia dello Stretto di Surigao rappresentò l'ultimo scontro fra navi da battaglia della storia, sebbene la Yamashiro fu affondata come risultato della combinazione di siluri e salve di artiglieria pesante imbarcata. L'unico altro combattimento di questo tipo era avvenuto il 14-15 novembre 1942 al largo di Guadacanal. La battaglia fu anche l'ultimo scontro in cui a una delle due forze in campo (gli statunitensi) riuscì il taglio del T, tuttavia quando questo avvenne la formazione giapponese era già stata scompaginata e privata di alcune unità e la manovra quindi non ebbe effetti sul risultato della battaglia.

## Battaglia al largo di Samar (25 ottobre)

### Kurita supera lo stretto di San Bernardino

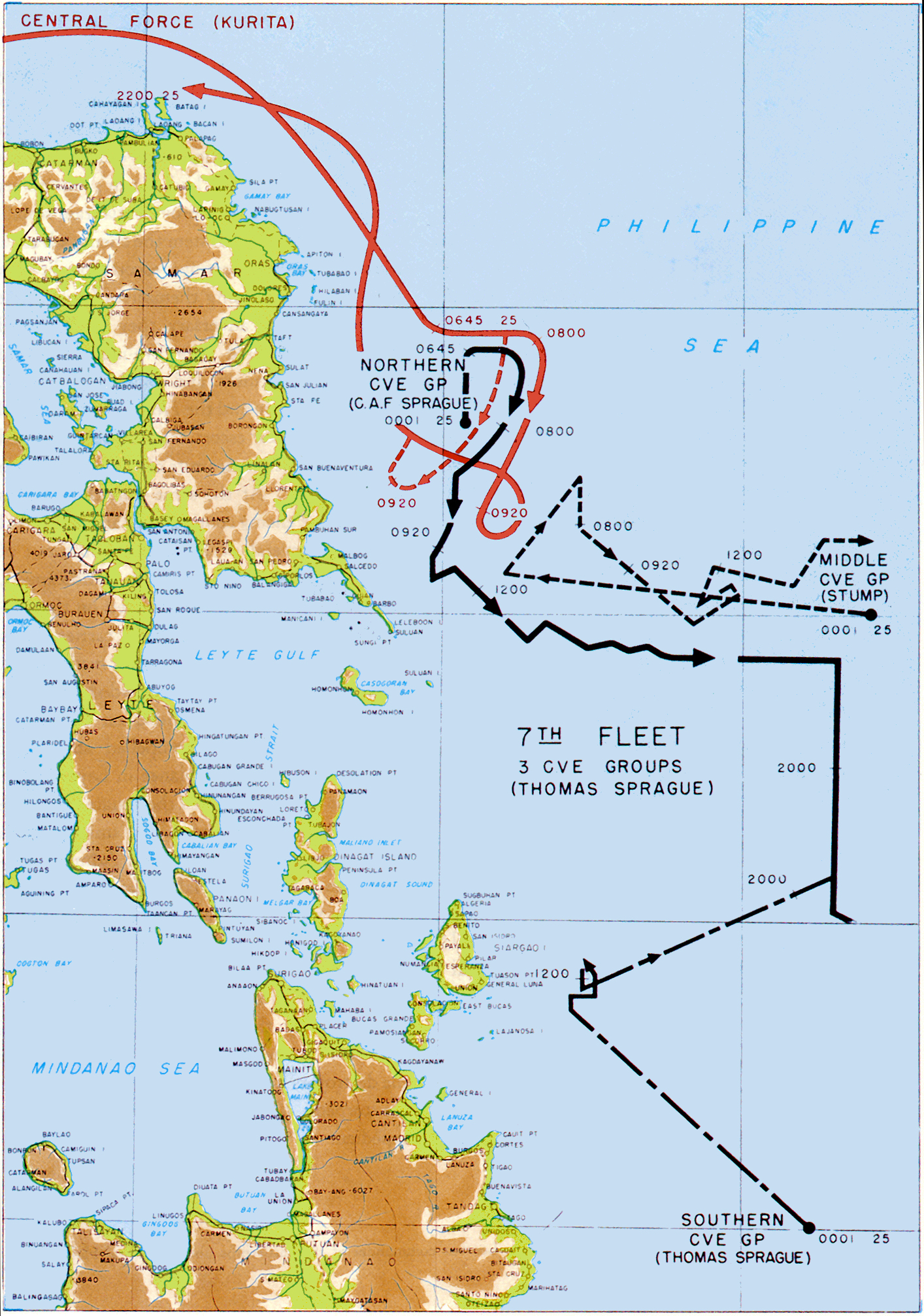
La battaglia al largo di Samar

Kinkaid non aveva esitato a inviare tutte le sue unità da battaglia a sud a coprire lo stretto di Surigao, visto che era assolutamente convinto che la Terza Flotta stesse continuando a presidiare lo stretto di San Bernardino a nord con le corazzate della Task Force 34: ma tutte le navi di Halsey erano in rotta per intercettare le portaerei di Ozawa al largo di Luzon, quindi niente sbarrava il cammino della Forza centrale di Kurita.
La TF 34 fu infine formata alle 02:40 del 25 ottobre: Halsey decise di distaccare le corazzate di Lee davanti ai suoi gruppi di portaerei, per paura di cozzare contro i giapponesi prima del sorgere del sole. L'ammiraglio comunicò la sua decisione a Nimitz e a King, informando così indirettamente anche Kinkaid, che continuava a monitorare il traffico radio: la comunicazione di Halsey, che dopo aver confermato la formazione della TF 34 terminava con un «mia forza concentrata in tre gruppi», mise nell'incertezza Kinkaid, che alle 03:12 domandò esplicitamente alla Terza Flotta: «La TF 34 sta controllando lo Stretto di san Bernardino?»; poiché le due flotte, ubbidendo a comandi diversi, non potevano comunicare direttamente tra loro, la risposta di Halsey arrivò solo alle 07:04: «Negativo. La TF 34 è con i gruppi portaerei che stanno ingaggiando ora le portaerei nemiche». Sei minuti prima, la Forza centrale aveva iniziato ad attaccare le unità della Settima Flotta.
Alle 23:20 del 24 ottobre l'ultimo ricognitore notturno statunitense aveva lasciato le navi di Kurita, ormai in vista dello stretto di San Bernardino: alle 00:35 l'intera Forza centrale emerse dallo stretto senza che nessuno tentasse di ostacolarla; sorpreso per la mancanza di opposizione, Kurita si buttò a tutta velocità verso sud costeggiando l'isola di Samar, nel tentativo di recuperare il grave ritardo accumulato. A mano a mano che le ore passavano, Kurita era sempre più preoccupato per la mancanza di opposizione da parte americana, arrivando a sospettare che la Terza Flotta stesse per tendergli un'imboscata da un momento all'altro. Alle 06:27, mentre il sole stava sorgendo, i radar giapponesi segnalarono attività aerea davanti alle navi di Kurita: l'ammiraglio ordinò di passare dalla formazione per la navigazione notturna alla formazione contraerea, ma mentre era in corso questa manovra le vedette segnalarono la comparsa di alberi all'orizzonte, alberi identificati poi come quelli di navi portaerei; convinto di essere andato a cozzare contro il nucleo della Terza Flotta, Kurita diede ordine di "attacco generale" alle sue navi, che si lanciarono a tutta velocità verso il nemico abbandonando ogni formazione.

### Contatto iniziale

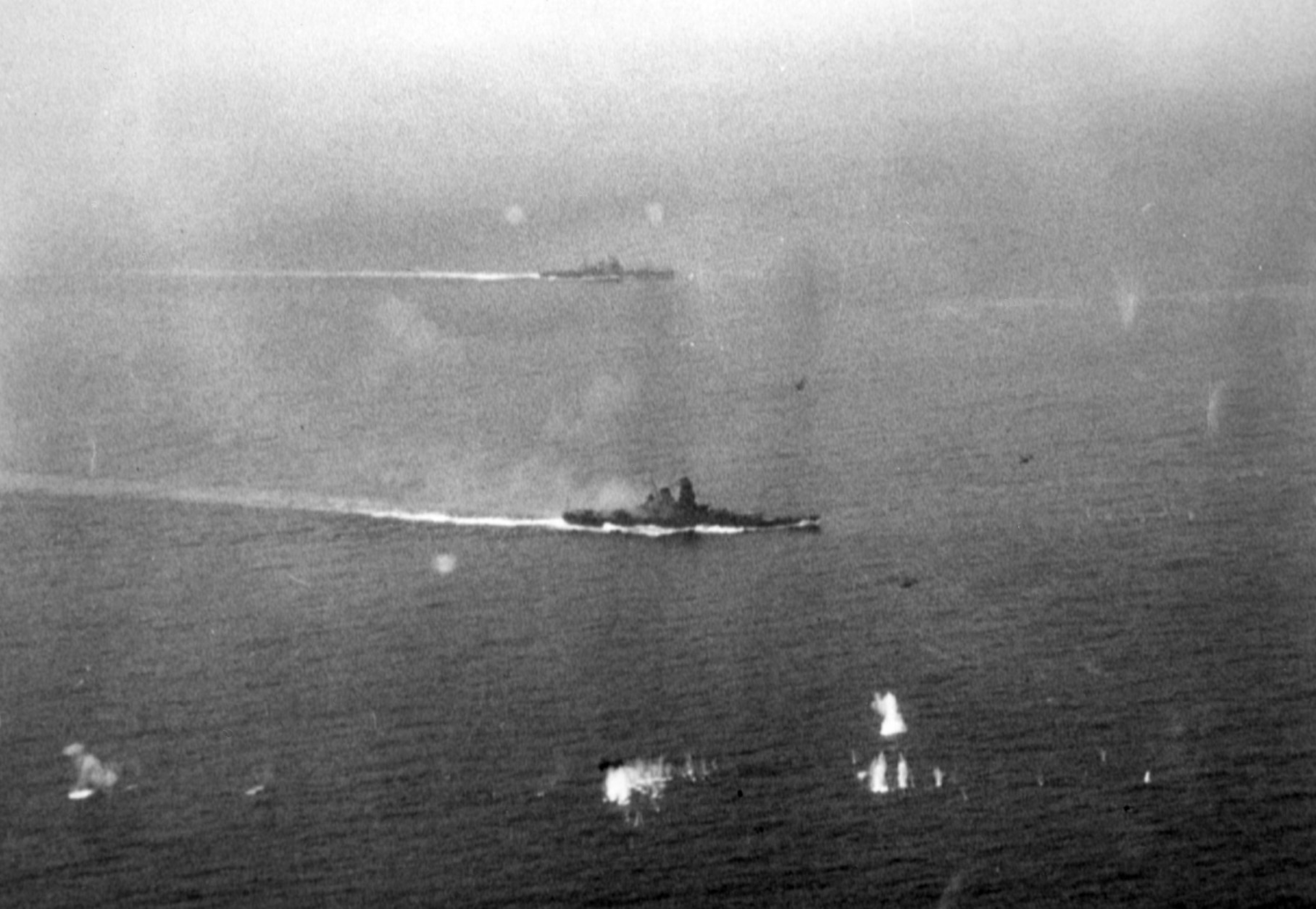
La Yamato e un incrociatore pesante, forse il Tone o il Chikuma, in azione al largo di Samar

Le unità avvistate da Kurita non erano le portaerei di linea della Terza Flotta, ma le più piccole portaerei di scorta della Settima Flotta, sedici unità suddivise in tre formazioni (Taffy 1, Taffy 2 e Taffy 3, dai rispettivi identificativi radio): spesso ottenute dalla riconversione di mercantili, si trattava di unità lente, poco corazzate e armate di un unico cannone da 127 mm, praticamente poco più di una base aerea galleggiante e del tutto inadatte a sostenere un combattimento navale di superficie; gli aerei che imbarcavano (circa due dozzine a testa) erano destinati in gran parte all'appoggio dei reparti a terra o ai pattugliamenti antisommergibile e di conseguenza nelle stive delle portaerei erano presenti soprattutto cartucce da 12,7 mm per mitragliatrici, bombe di profondità, razzi e piccole bombe a frammentazione, ma pochi siluri. Ogni "Taffy" aveva uno schermo difensivo composto da tre cacciatorpediniere e quattro cacciatorpediniere di scorta, versione semplificata e meno potente dei precedenti e scherzosamente chiamati "bidoni di latta" (tin cans) nella marina statunitense. Contro questa forza erano dirette le unità di Kurita, quattro corazzate, sei incrociatori pesanti, due leggeri e una dozzina di cacciatorpediniere.
La mattina del 25 le portaerei di scorta della Settima Flotta erano impegnate nei loro normali compiti di routine: la Taffy 1 dell'ammiraglio Thomas L. Sprague era molto a sud, al largo della punta settentrionale di Mindanao, mentre la Taffy 2 di Felix Stump era esattamente a est del Golfo di Leyte; piazzata al largo della costa di Samar, 80 chilometri a nord della Taffy 2, la Taffy 3 dell'ammiraglio Clifton Sprague si trovava esattamente sulla rotta della forza di Kurita. La sorpresa fu assoluta: alle 06:30 un Grumman TBF Avenger, in perlustrazione verso nord e pilotato dal guardiamarina W. Brooks, avvistò « [...] forze nemiche di superficie composte da quattro corazzate, quattro incrociatori pesanti, due incrociatori leggeri e da dieci a dodici cacciatorpediniere» 20 miglia a nord-ovest della Taffy 3, in avanzata alla velocità di 30 nodi. Si pensò che il pilota avesse scambiato la Task Force 34 per il nemico e fu quindi chiesto al guardiamarina Brooks di controllare la sua identificazione; egli scese a una quota più bassa e alle 06:47 trasmise: «Riesco a vedere gli alberi a forma di pagoda». In pochi minuti anche gli equipaggi della Taffy 3 poterono osservare queste caratteristiche strutture delle grandi navi giapponesi stagliarsi all'orizzonte; alle 06:59 videro dei lampi provenire dalle corazzate nipponiche, che aprivano il fuoco al limite della loro portata di tiro, e alte colonne d'acqua innalzarsi nei pressi dell'ammiraglia di Sprague.
Il contrammiraglio fece subito virare le sue portaerei per lanciare i loro aeroplani, poi fece rotta verso est per approfittare della copertura di una tempesta di pioggia; anche le altre Taffy si affrettarono a lanciare quanti più velivoli possibili contro i giapponesi, anche se ben pochi erano armati con gli efficaci siluri. Sprague ordinò inoltre ai cacciatorpediniere e ai cacciatorpediniere scorta di emettere cortine fumogene per nascondere la ritirata delle sue unità: ubbidendo agli ordini, le fragili navi di scorta furono oggetto delle bordate delle unità nipponiche.

### I contrattacchi dei cacciatorpediniere

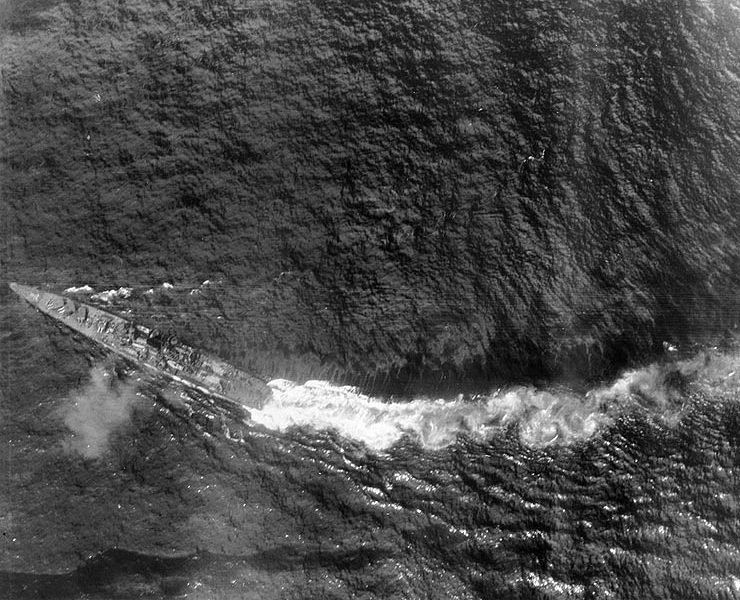
L'incrociatore giapponese Chikuma manovra dopo essere stato danneggiato da un siluro. La nave affonderà entro le 09:35 del 25 ottobre

Preoccupato per il fuoco nemico, il capitano di corvetta Ernest E. Evans, comandante del cacciatorpediniere Johnston, la nave più vicina alla formazione giapponese, improvvisamente decise di attaccare le forze avversarie: il Johnston era armato con cinque cannoni da 127 mm e cannoncini antiaerei da 40 e 20 mm, ma solo con i dieci siluri Mk 15 che imbarcava aveva una qualche possibilità di infliggere seri danni alle navi da battaglia nipponiche. Muovendosi in continuazione per evitare le bordate nemiche, il Johnston fece rotta verso l'incrociatore pesante Kumano, nave ammiraglia della 7ª Divisione incrociatori del viceammiraglio Kazutaka Shiraishi, per colpirlo con i siluri: arrivata a una distanza di 17 chilometri dal Kumano, la nave americana sparò i suoi proiettili da 127 mm in direzione dell'incrociatore e avvicinatasi ulteriormente le lanciò contro tutti e dieci i suoi siluri sventrandone la prua. L'incrociatore Suzuya, gemello del Kumano, dovette ritirarsi dalla battaglia per prestare soccorso alla nave colpita.
Dalla distanza di 11 chilometri, la nave da battaglia veloce Kongo colpì con una salva da 356 mm il ponte e la sala macchine del Johnston; la velocità dovette essere ridotta di più della metà e le torri non furono più in grado di sparare. Poco dopo tre proiettili da 155 mm, forse provenienti dalle batterie secondarie della Yamato, colpirono nuovamente il Johnston, uccidendo molti membri dell'equipaggio e ferendo lo stesso comandante. Il ponte dovette essere abbandonato ed Evans dovette manovrare la nave con il timone di poppa.
Incoraggiati dall'attacco del Johnston, gli altri cacciatorpediniere della Taffy 3 si lanciarono all'assalto. I cacciatorpediniere Hoel e Heermann attaccarono con determinazione la formazione giapponese, che fu costretta a rompersi per evitare i siluri lanciatile contro; la stessa Yamato evitò di stretta misura due serie di siluri lanciati probabilmente dallo Heermann: invece di far virare la nave e di metterla parallela alle tracce dei siluri in modo da cercare di passarci in mezzo, essa fu fatta allontanare dalla battaglia per dieci minuti su ordine impartito da Kurita al suo comandante, contrammiraglio Matome Ugaki. Lo Heermann, nel frattempo, si era talmente avvicinato alle altre corazzate giapponesi che esse non poterono fare fuoco, sia per l'impossibilità di puntare così in basso i loro cannoni, sia per il timore di colpire le navi amiche.
Frattanto lo Hoel si era diretto verso la più vicina nave da battaglia nemica, la Kongo, e lanciò una raffica di siluri dalla distanza di 8,2 chilometri; la Kongo, come la Yamato, fu costretta ad allontanarsi dal campo di battaglia per parecchi minuti. Lo Hoel fu però presto colpito e messo fuori uso, ma esso riuscì ugualmente a dare battaglia a un gruppo di incrociatori pesanti, lanciando i rimanenti siluri contro l'unità di testa, lo Haguro: probabilmente uno di questi andò a segno prima che il cacciatorpediniere fosse circondato e sopraffatto dal fuoco della nuovamente sopraggiunta Kongo e degli incrociatori pesanti, affondando alle 08:55 con la perdita di 253 uomini.
Alle 07:35 il cacciatorpediniere di scorta Samuel B. Roberts virò e fece rotta verso le navi giapponesi: disponeva solo di due cannoni da 127 mm e di tre siluri, al posto dei cinque cannoni e dei dieci siluri dei normali cacciatorpediniere, ma ciononostante attaccò con determinazione l'incrociatore pesante Chokai. Protetto dal fumo, il Roberts riuscì ad arrivare a 4 chilometri dall'incrociatore, quindi lanciò i suoi tre siluri di cui uno andò a segno. Allontanatosi dal bersaglio iniziale, combatté con le navi giapponesi per un'ora, sparando 600 proiettili da 127 mm e sventagliando con le proprie batterie antiaeree l'opera morta delle navi nemiche. Alle 08:51 il Roberts fu colpito due volte e uno dei suoi cannoni fu messo fuori uso, ma con l'altro tuttavia riuscì a colpire il ponte dell'incrociatore Chikuma, che andò in fiamme, prima di essere ulteriormente devastato da tre proietti da 356 mm della Kongo. Alle 09:35 fu dato l'ordine di abbandonare la nave e il Roberts affondò mezz'ora dopo con la perdita di 89 membri dell'equipaggio.

### Attacco alle CVE statunitensi

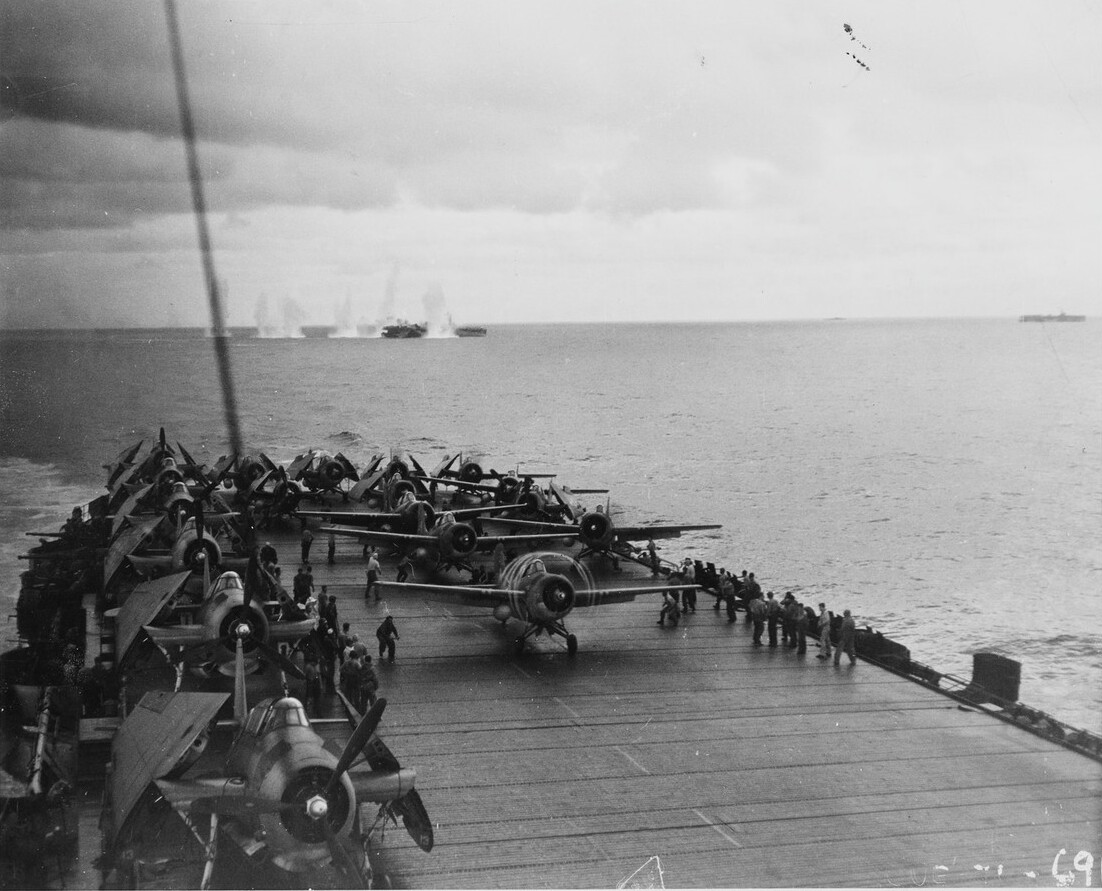
La portaerei Kitkun Bay si prepara a lanciare i propri caccia Grumman F4F Wildcat mentre la White Plains è fatta segno da una salva di proietti da 356 mm

Nel frattempo le tre Taffy avevano continuato a lanciare i propri apparecchi equipaggiandoli con tutte le armi disponibili, fossero anche mitragliatrici o bombe di profondità; dopo avere esaurito le munizioni, molti aerei fecero ugualmente dei passaggi intorno alle navi per distrarre i giapponesi. Benché disordinati, i contrattacchi aerei furono incessanti e alcuni, specialmente quelli lanciati dall'unità di Stump, furono abbastanza pesanti. Molte navi giapponesi furono danneggiate in modo serio e gli incrociatori pesanti Chikuma e Suzuya furono affondati dai siluri caricati sugli Avengers entro le 09:35; i superstiti del Chikuma furono raccolti dal cacciatorpediniere Nowaki. Bombe da 230 chili sganciate dagli aerei dettero un importante contributo nella distruzione di un terzo incrociatore pesante, il Chokai, intorno alle 09:05.
Le portaerei del Taffy 3 continuarono a far rotta verso sud-ovest per sottrarsi al nemico; l'alzarsi del vento, oltre a ostacolare i decolli e gli atterraggi dei velivoli, disperse parte della cortina fumogena protettiva ed esse si trovarono a far fuoco con il loro unico cannone di 127 mm montato a poppa contro le unità giapponesi. Le navi di Kurita stavano sparando proiettili perforanti adatti a penetrare spesse corazzature, che in molti casi trapassarono i fragili scafi delle portaerei di scorta senza esplodere: la Kalinin Bay sopravvisse a un colpo da 356 mm e non meno di tredici da 203 mm, mentre l'ammiraglia di Sprague, la Fanshaw Bay, fu centrata da tre proietti da 203 mm; procedendo a zig-zag la Gambier Bay evitò diversi colpi, ma quando la distanza dal nemico scese a 9 chilometri fu colpita più volte e affondò intorno alle 09:05.
A due ore dall'inizio dello scontro il comandante Evans, a bordo del Johnston, notando una formazione di quattro cacciatorpediniere guidati dall'incrociatore leggero Yahagi che attaccavano con siluri le portaerei di Sprague, fece rotta per intercettarli: il fuoco continuo del Johnston costrinse le unità giapponesi a lanciare i loro siluri prematuramente, mancando così i loro obiettivi. Essi si rivolsero allora contro il Johnston: alle 09:10 i giapponesi colpirono le torri di prua, facendo detonare molti dei proiettili da 127 mm. I motori, danneggiati, si fermarono, cosicché la nave diventò un facile bersaglio delle unità nemiche, che la tempestarono di cannonate. Alle 09:45 il comandante Evans diede l'ordine di abbandonare la nave: il Johnston affondò 25 minuti più tardi con la perdita di 186 membri dell'equipaggio. Il comandante Evans abbandonò la nave con il suo equipaggio, ma non fu più rivisto: ricevette postuma una Medal of Honor alla memoria.

### La ritirata di Kurita

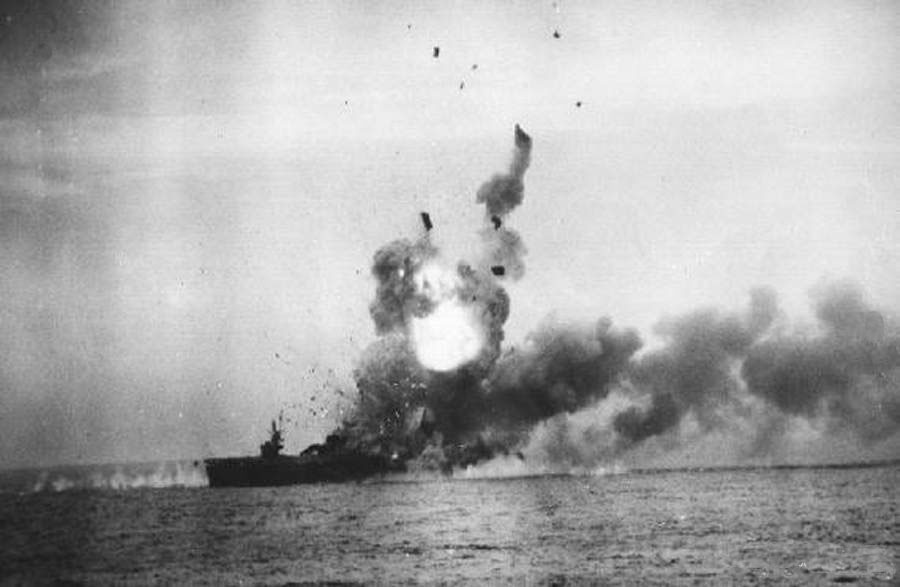
La St. Lo esplode dopo essere stata colpita da un kamikaze. La nave fu la prima unità a essere affondata da un attacco suicida.

Alle 09:20 Kurita interruppe improvvisamente l'attacco ordinando a tutte le unità di piegare a nord per raggrupparsi. La confusa azione aveva notevolmente sparpagliato le navi della Forza centrale e le perdite causate dagli attacchi aerei e dei cacciatorpediniere andavano aumentando: tre incrociatori pesanti (Chikuma, Suzuya e Chokai) erano affondati e degli altri il Kumano aveva perso la prua a causa del siluro del Johnston, il Tone era stato danneggiato dagli aerei della Taffy 2 e lo Haguro aveva incassato un siluro dallo Heermann; anche le corazzate stavano iniziando ad accumulare danni a causa degli ordigni sganciati dagli aerei, anche se tutte erano ancora efficienti.
Kurita manovrò per tre ore le sue navi su una rotta priva di senso al largo di Samar, mentre meditava sul da farsi: le sue vedette avevano avvistato all'orizzonte gli scafi della Taffy 2, ma poco avvezze a riconoscere le sagome delle portaerei di scorta le avevano scambiate per «portaerei di squadra della classe Ranger»; ancora convinto di stare affrontando la Terza Flotta, l'ammiraglio ritenne che portare avanti l'azione sarebbe servito a poco: anche se fosse riuscito a superare la resistenza nemica, gli Alleati avrebbero avuto tutto il tempo per sgomberare il Golfo di Leyte dai trasporti della forza d'invasione, il vero obiettivo dell'azione, mentre l'accumularsi di navi più o meno avariate avrebbe impedito un rapido ripiegamento della Forza centrale. Convinto dell'inutilità di ogni altro attacco, alle 13:10 Kurita diede ordine alle sue navi di ritirarsi passando di nuovo per lo stretto di San Bernardino.
Mentre Kurita incrociava incerto sul da farsi, le piccole portaerei della Settima Flotta si trovarono a sperimentare una nuova tattica militare. Mentre era impegnata a inviare i suoi apparecchi in supporto alle unità di Clifton Sprague, alle 07:40 la Taffy 1 fu avvicinata al largo di Mindanao da sei aerei giapponesi: uno si buttò in picchiata verso la Santee, schiantandosi deliberatamente contro il suo ponte di volo e innescando vasti incendi; la nave fu colpita alle 07:56 anche da un siluro lanciato da un sommergibile giapponese, ma sopravvisse grazie alla sua eccellente compartimentazione interna. Un'altra portaerei di scorta, la Suwannee, abbatté due aerei giapponesi prima che un terzo si schiantasse di proposito verso la parte poppiera dello scafo: la nave non affondò ma i danni riportati la resero inutilizzabile. La Taffy 1 fu la prima vittima della "Forza speciale d'attacco" del viceammiraglio Takijirō Ōnishi, la prima unità nipponica addestrata a mettere in atto tattiche d'attacco di tipo kamikaze.
Anche la Taffy 3 fu vittima dei kamikaze di Ōnishi. Alle 10:40, mentre ancora erano intente a riprendersi dall'attacco di Kurita, cinque aerei giapponesi si avventarono contro le basi galleggianti: uno mancò di poco la Kitkun Bay, schiantandosi in acqua a poca distanza e provocando danni all'opera morta, mentre altri due furono abbattuti mentre si lanciavano sulla Fanshaw Bay. L'ultima coppia cercò di attaccare la White Plains, ma l'intenso fuoco antiaereo ne abbatté uno e convinse l'altro a virare e schiantarsi sulla vicina St. Lo alle 10:51: penetrato fino al livello degli hangar l'aereo diede inizio a una serie di detonazioni, provocando infine l'affondamento della nave alle 11:25, la prima unità a essere affondata da un attacco suicida.

## Battaglia di Capo Engaño (25-26 ottobre)

### Ozawa è attaccato

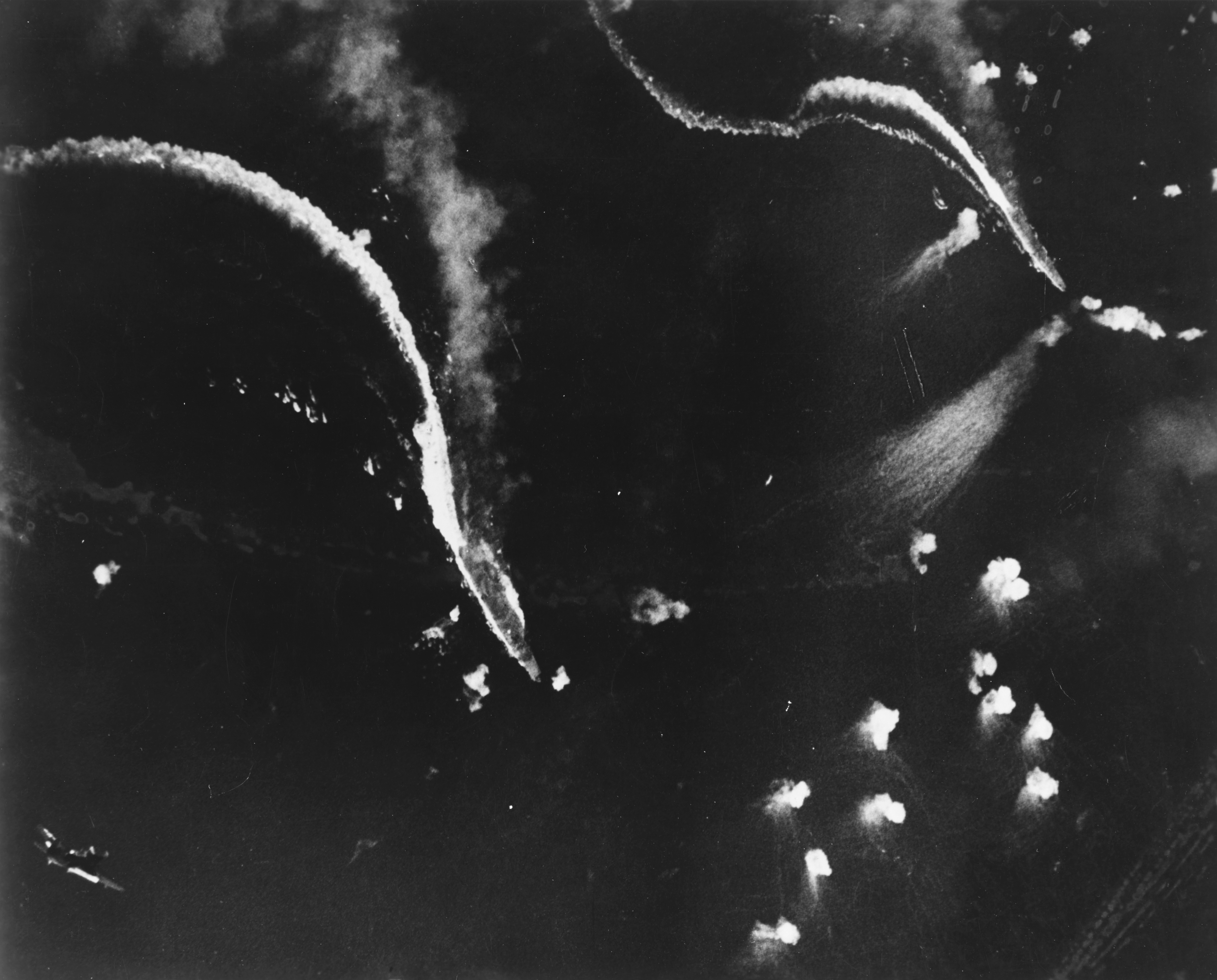
La portaerei Zuikaku, a sinistra, e (probabilmente) la portaerei Zuiho sotto l'attacco di bombardieri in picchiata al largo di Capo Engaño

Preceduti dalle navi da battaglia della TF 34, i gruppi portaerei della Terza Flotta avevano continuato a navigare verso nord a caccia dei giapponesi: Halsey aveva ai suoi ordini cinque grandi portaerei (Intrepid, Franklin, Lexington, Enterprise, Essex), cinque portaerei leggere (Independence, Belleau Wood, Langley, Cabot, San Jacinto), sei moderne navi da battaglia (Alabama, Iowa, Massachusetts, New Jersey, South Dakota, Washington), due incrociatori pesanti, sei leggeri e più di 40 cacciatorpediniere, appoggiati da oltre 600 velivoli imbarcati. A questo schieramento di forze Ozawa poteva opporre la portaerei Zuikaku e tre portaerei leggere (Zuiho, Chitose, Chiyoda), che in totale imbarcavano solo 108 apparecchi; la scorta comprendeva tre incrociatori leggeri (Oyodo, Tama, Isuzu), nove cacciatorpediniere e due navi da battaglia della prima guerra mondiale parzialmente convertite in portaerei (Hyuga, Ise), le cui torri di poppa erano state infatti sostituite da un hangar, da un piccolo ponte di volo e da due catapulte, che tuttavia non trasportavano velivoli.
La prima ondata di aerei statunitensi, forte di 60 caccia Hellcat, 65 bombardieri Helldiver e 55 aerosiluranti Avenger, si levò in volo alle 05:40 del 25 ottobre, mentre i ricognitori andavano a caccia della posizione dei giapponesi; alle prime luci dell'alba Ozawa lanciò 75 apparecchi contro la Terza Flotta, ma molti di essi furono abbattuti dalle pattuglie aeree statunitensi senza riuscire a infliggere alcun danno e la manciata di velivoli giapponesi superstiti atterrò a Luzon. Ozawa fu infine localizzato dai ricognitori statunitensi alle 07:10, 320 chilometri a est di Capo Engaño e 240 chilometri a nord di Halsey; la prima ondata d'attacco arrivò alle 08:00: i circa 30 caccia giapponesi rimasti a Ozawa erano semplicemente troppo pochi per poter ostacolare l'attacco nemico e i velivoli statunitensi ebbero l'opportunità di scegliere con cura i bersagli. La portaerei Chitose fu centrata in pieno da un certo numero di bombe, uscì dalla formazione e affondò lentamente alle 09:37, mentre la più grande Zuikaku fu colpita da un siluro verso la fine dell'attacco e dovette procedere fortemente inclinata, obbligando Ozawa ad abbandonarla per trasferirsi sull'incrociatore Oyodo. L'incrociatore Tama fu colpito da un siluro ma rimase a galla e mantenne una certa velocità, mentre il cacciatorpediniere Akizuki, raggiunto da almeno una bomba, fu squarciato da una formidabile esplosione e affondò poco prima delle 09:00.
Alle 09:45 arrivò il secondo gruppo aereo statunitense composto da 14 Hellcat, 6 Helldiver e 16 Avenger, che si concentrò sulla Chiyoda: colpita da diverse bombe e da un siluro nella sala macchine, la nave s'inclinò notevolmente e Ozawa distaccò la Hyuga e il cacciatorpediniere Maki per portarle assistenza. Un terzo attacco arrivò alle 11:10: la già colpita Zuikaku fu centrata quasi simultaneamente da tre siluri, lasciò la formazione e affondò alle 14:15, mentre la Zuiho riportò gravi danni a causa di tre bombe giunte a segno, pur riuscendo a rimanere ancora a galla. Una quarta formazione fu lanciata alle 11:45 e raggiunse verso le 13:00 la dispersa flotta nipponica; i velivoli statunitensi finirono la Zuiho, che affondò infine alle 15:26, e presero di mira con particolare accanimento la Hyuga e la Ise, che tuttavia non riportarono danni. I continui attacchi impedirono però alla Hyuga di recuperare i superstiti della Chiyoda e Ozawa le ordinò di ritirarsi e di lasciare la portaerei al suo destino. Un quinto attacco aereo arrivò alle 16:10, seguito da un sesto alle 18:00: le due corazzate catalizzarono ancora una volta l'attenzione dei piloti statunitensi, ma subirono solo dei colpi di striscio.

### La Settima Flotta chiede aiuto

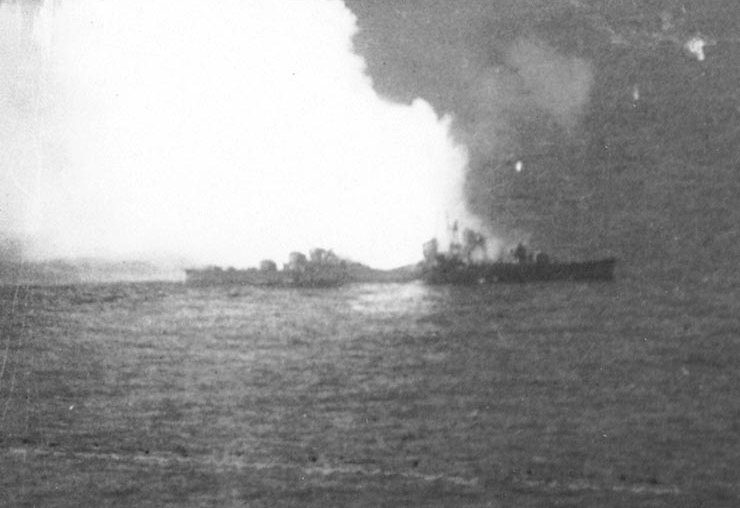
Il cacciatorpediniere Akizuki esplode nella battaglia di Capo Engaño

Poco dopo le 08:00, mentre gli aerei della Terza Flotta avevano iniziato a martellare Ozawa, Halsey aveva ricevuto un messaggio diretto dalla Settima Flotta: da più di un'ora e mezzo la Taffy 3 stava affrontando le unità di Kurita e Kinkaid stava richiedendo in maniera pressante l'invio di aiuti sotto forma di "navi da battaglia veloci". Halsey rimase sorpreso dall'attacco giapponese e dal fatto che Kinkaid e Sprague si fossero lasciati cogliere impreparati, ma ritenne che tra le portaerei di scorta e le corazzate di Oldendorf, la Settima Flotta avesse la sufficiente potenza di fuoco per far fronte al nemico: questo nonostante il fatto che Kinkaid lo avesse aggiornato sul coinvolgimento di Oldendorf nella zona di Surigao, molto più a sud. L'ammiraglio continuava a ritenere che compito della sua Terza Flotta fosse quello di neutralizzare la minaccia delle portaerei nemiche e non di limitarsi a guardare le spalle a Kinkaid. Tra i due ammiragli continuò fitto lo scambio di messaggi in chiaro: se Kinkaid continuava a chiedere l'aiuto di Halsey, questi si limitò a ordinare al TG 38.1 di McCain, sulla via del rientro da Ulithi, di dirigere a tutta forza verso la posizione di Taffy 3, ben sapendo che avrebbe impiegato molte ore per arrivare; per il momento, la TF 34 di Lee fu mantenuta con la Terza Flotta.

Le richieste d'aiuto di Kinkaid furono captate anche da Nimitz, nel suo quartier generale di Pearl Harbor a 5 000 chilometri di distanza; alle 10:00 egli mandò un conciso messaggio a Halsey: 

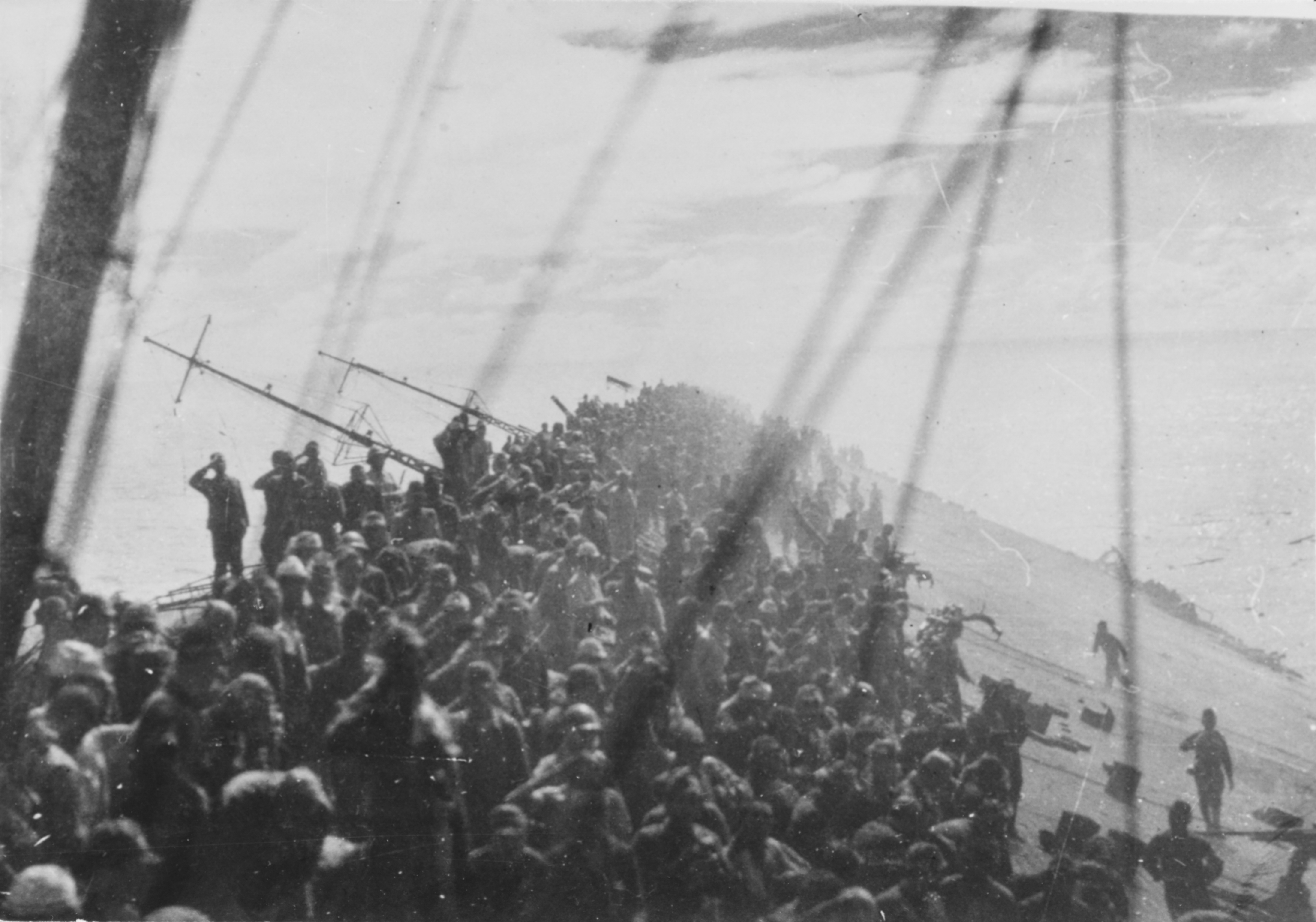
L'equipaggio della portaerei Zuikaku saluta l'ammaina bandiera mentre la nave, affondando, cessa di essere l'ammiraglia della Marina imperiale giapponese

Le prime quattro parole e le ultime tre erano un "riempitivo" per confondere gli operatori radio nemici; l'inizio e la fine del vero messaggio erano segnalati da due doppie consonanti. Gli addetti alle comunicazioni di Halsey cancellarono le prime parole del messaggio, ma mantennero le ultime tre parole: queste, probabilmente, erano state selezionate dagli ufficiali addetti alle comunicazioni del quartier generale di Nimitz come una libera citazione del poema di Alfred Tennyson La carica della brigata leggera, ma non dovevano intendersi come un commento alla crisi in corso a Leyte. Tuttavia Halsey, leggendo il messaggio, pensò che le ultime tre parole - the world wonders, ovvero "il mondo se lo chiede" - fossero una severa critica da parte di Nimitz; pare che l'ammiraglio allora avesse scagliato il suo berretto sul ponte prorompendo in «singhiozzi di rabbia».
Alle 10:55, quando ormai i resti sparpagliati della squadra di Ozawa si trovavano ad appena 65 chilometri dai cannoni della Terza Flotta, Halsey divise le sue forze: la TF 34 di Lee (con la nave ammiraglia dello stesso Halsey) e il gruppo portaerei di Bogan virarono a sud procedendo a tutta forza verso lo stretto di San Bernardino, mentre i TG di Sherman e Davison furono incaricati di completare l'eliminazione dell'unità di Ozawa; Halsey era fermamente convinto che correre in aiuto di Kinkaid fosse uno spreco di risorse, visto che le sue forze non sarebbero arrivate allo stretto di San Bernardino prima delle 01:00 del 26 ottobre, anche perché i suoi cacciatorpediniere erano a corto di carburante e non poteva procedere alla massima velocità possibile. In un estremo tentativo di intervenire nella battaglia al largo di Samar, Halsey ordinò a McCain di lanciare un attacco aereo dalla massima distanza possibile: dopo aver percorso 530 chilometri (uno degli attacchi a più lunga distanza lanciati da una portaerei nella guerra) gli aerei del TG 38.1 arrivarono sulle navi di Kurita alle 13:15, ma non riuscirono a infliggere danni significativi.
Alle 16:22, come ultimo espediente per far trovare almeno una parte della Terza Flotta nelle acque di Samar, Halsey formò un nuovo Task Group (il 34.5) al comando del contrammiraglio Badger, costituito dalle due corazzate più veloci (la Iowa e la New Jersey), da tre incrociatori e otto cacciatorpediniere distaccati dalla Task Force 34; questo gruppo si diresse a tutta velocità verso sud seguito dalle altre forze di Lee e Bogan. Le unità di Badger arrivarono all'imboccatura dello stretto di San Bernardino intorno alle 00:40, già troppo tardi: tre ore prima Kurita era riuscito a transitare per l'imboccatura dello stretto, lasciando incontrastato la zona dello scontro; l'unica vittima del TG 34.5 fu il cacciatorpediniere Nowaki, lasciato indietro da Kurita per recuperare i naufraghi giapponesi e rapidamente colato a picco con la perdita di tutto l'equipaggio.

### Ultimi avvenimenti
Quando alle 11:15 Halsey aveva fatto virare verso sud la Task Force 34, ne aveva distaccato un gruppo di quattro incrociatori e nove cacciatorpediniere agli ordini del contrammiraglio Laurance T. DuBose (Task Group 30.3), inviandolo a finire i relitti delle unità di Ozawa già colpite: le navi di DuBose trovarono lo scafo immobile della portaerei Chiyoda e lo colarono a picco alle 16:25 con la perdita di tutto l'equipaggio; intorno alle 19:00 le unità statunitensi agganciarono un gruppo di tre cacciatorpediniere giapponesi, ma dopo una lunga lotta riuscirono ad affondarne solo uno, lo Hatsuzuki, alle 20:59. Queste azioni ritardarono a sufficienza le forze statunitensi da permettere a Ozawa di ritirarsi verso nord, anche se l'ammiraglio valutò per un certo tempo la possibilità di affrontare DuBose con le sue due corazzate. L'ultima perdita della Forza settentrionale fu l'incrociatore leggero Tama, già danneggiato e rimasto isolato, che fu individuato e colato a picco dal sommergibile Jallao alle 23:10 del 25 ottobre. A parte alcuni attacchi aerei avvenuti il 27 ottobre e rimasti senza conseguenze, la menomata 3ª Flotta di Ozawa rientrò indisturbata in Giappone.
La mattina del 26 ottobre i ricognitori di Halsey furono in grado di localizzare la squadra di Kurita intenta a ritirarsi verso ovest e, a partire dalle 08:10, le navi giapponesi furono sottoposte a nuovi raid aerei: l'incrociatore leggero Noshiro fu colpito più volte e infine affondò al largo di Panay alle 11:13, mentre il cacciatorpediniere Hayashimo, danneggiato da attacchi aerei il 25 ottobre e rimasto indietro, fu colpito nuovamente e fatto arenare poco al largo di Caluya. L'incrociatore pesante Kumano, privo della prua, fu colpito da una bomba ma riuscì a rifugiarsi nel porto di Manila; gravemente danneggiato, non fu in grado di lasciare le Filippine e fu infine affondato in un attacco aereo il 25 novembre nella baia della cittadina di Santa Cruz, a nord-ovest di Manila.

## Perdite
A causa delle notevoli dimensioni dello scontro e della sua lunga durata, esistono varie stime sul numero delle unità perdute nella battaglia vera e propria, distinte da quelle affondate in azioni diverse, immediatamente precedenti o successive. La lista seguente è tratta da varie fonti:
Perdite statunitensi

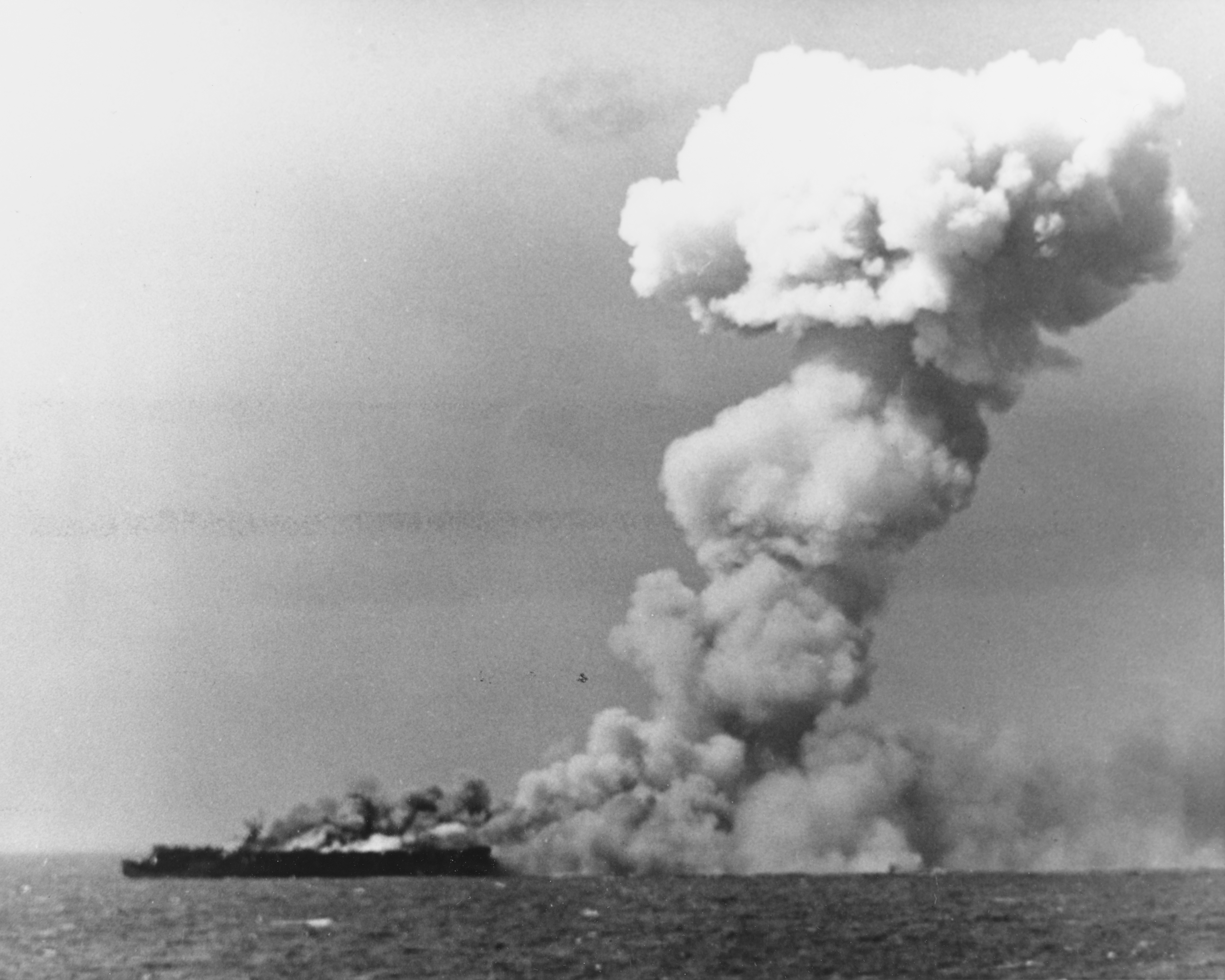
La portaerei leggera Princeton poco dopo l'esplosione dei depositi di munizioni poppieri

Gli Stati Uniti persero sette navi da guerra:
- 1 portaerei leggera: Princeton
- 2 portaerei di scorta: Gambier Bay e St. Lo
- 2 cacciatorpediniere: Hoel, Johnston
- 1 cacciatorpediniere di scorta: Samuel B. Roberts
- 1 motosilurante: PT-493
- 19 altre navi furono danneggiate: le portaerei di scorta Kalinin Bay, Fanshaw Bay, White Plains, Santee, Suwannee; i cacciatorpediniere Albert W. Grant, Heermann; i cacciatorpediniere di scorta Raymond, Dennis e dieci motosiluranti.

Tonnellaggio totale delle navi affondate: circa 37 000 tonnellate.
Perdite giapponesi
I giapponesi persero ventiquattro navi da guerra:
- 1 portaerei: Zuikaku, ammiraglia della Forza settentrionale
- 3 portaerei leggere: Zuiho, Chiyoda, Chitose
- 3 corazzate: Musashi, Yamashiro, Fuso
- 6 incrociatori pesanti: Atago, Maya, Suzuya, Chokai, Chikuma, Mogami
- 3 incrociatori leggeri: Noshiro, Abukuma, Tama
- 8 cacciatorpediniere: Nowaki, Hayashimo, Yamagumo, Asagumo, Michishio, Akizuki, Hatsuzuki, Wakaba
- Gravi danni riportarono anche tre corazzate (Nagato, Haruna, Kongo), sei incrociatori pesanti (Kumano, Haguro, Myoko, Nachi, Takao, Tone) e il cacciatorpediniere Shigure; danni minori furono riportati dall'incrociatore leggero Oyodo[115].

Tonnellaggio totale delle navi affondate: circa 303 000 tonnellate.
Le perdite giapponesi elencate includono solo le navi affondate nella battaglia. Dopo la fine nominale della battaglia, diverse navi danneggiate si trovarono di fronte alla scelta di dirigersi a Singapore, vicina alle riserve di petrolio del Giappone ma dove non era possibile effettuare riparazioni complete, oppure di tornare in Giappone, dove c'erano migliori strutture di riparazione ma scarso petrolio. La Nachi fu persa in un attacco aereo mentre era in riparazione nella baia di Manila. L'incrociatore Kumano e la corazzata Kongo furono affondati durante la ritirata in Giappone. Gli incrociatori Takao e Myōkō rimasero bloccati, irreparabili, a Singapore. Molti degli altri sopravvissuti alla battaglia furono bombardati e affondati all'ancora in Giappone, incapaci di muoversi senza carburante.

## Critiche a Halsey

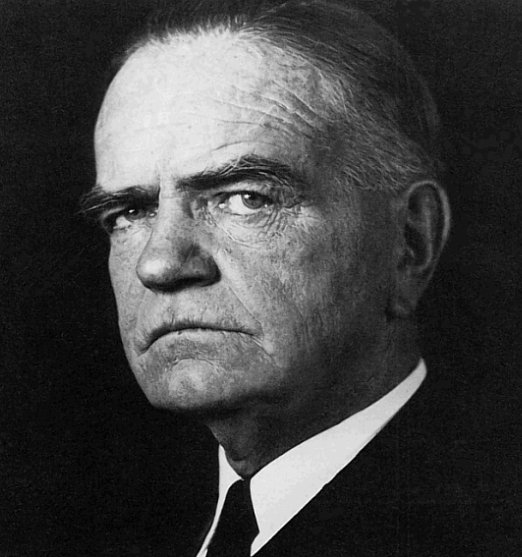
L'ammiraglio William Halsey, comandante della Terza Flotta statunitense nel Golfo di Leyte

Halsey subì delle critiche a causa della sua decisione di lanciarsi verso nord con l'intera Terza Flotta all'inseguimento di Ozawa piuttosto che rimanere a presidiare il fianco della Settima Flotta, come pure per essere corso in soccorso di Kinkaid con grave ritardo, dopo che costui aveva chiesto aiuto; nella marina statunitense fu coniato il nomignolo "la corsa del toro" (in inglese Bull's Run) per le azioni di Halsey, alludendo al soprannome "Bull" con il quale era noto negli ambienti della US Navy.
Halsey rispose alle critiche sostenendo la priorità della distruzione della forza di portaerei della flotta giapponese, indirettamente riconosciuta anche nelle istruzioni che aveva ricevuto prima della battaglia: dopo aver ordinato alla Terza Flotta di coprire e dare sostegno alla Settima, Nimitz aggiungeva: « [...] nel caso in cui si offra o si possa determinare la possibilità di distruggere grandi porzioni della flotta nemica, tale distruzione diventa la missione prioritaria». Le gravi perdite di velivoli patite nei mesi precedenti diminuivano il potenziale bellico delle navi di Ozawa, ma gli statunitensi non potevano saperlo: le portaerei erano unanimemente riconosciute come il principale strumento bellico per la guerra nel Pacifico e la loro distruzione era un obiettivo primario; già il 15 ottobre Halsey aveva informato MacArthur della possibilità di spostare la Terza Flotta a nord delle Filippine a caccia delle unità giapponesi e che di conseguenza nessun appoggio alle operazioni di sbarco a Leyte doveva essere atteso fino al «chiarirsi della situazione».
Halsey attribuiva alla sua Terza Flotta un ruolo preminentemente offensivo e, come lui stesso ammise nel suo rapporto dopo la battaglia, trovava «puerile rimanere staticamente a sorvegliare lo Stretto di san Bernardino»: quando i ricognitori avvistarono Ozawa, l'ammiraglio non esitò a inviare tutte le sue forze a nord per distruggerle; Halsey preferì credere ai troppo ottimistici rapporti dei suoi piloti che riferivano di aver semidistrutto la Forza centrale giapponese e, quindi, ritenne che nessuna seria minaccia gravasse più sul fianco della Settima Flotta. Col senno di poi si sostenne che Halsey avrebbe potuto distaccare le navi da battaglia della TF 34 e un gruppo di portaerei a presidio dello stretto di San Bernardino e procedere verso nord solo con gli altri due gruppi di portaerei, una forza più che sufficiente per avere ragione di Ozawa: Halsey scartò questa possibilità perché ritenne che due gruppi di portaerei sarebbero stati insufficienti per avere ragione di una forza nemica le cui dimensioni non erano ancora certe; d'altro canto, lasciare la TF 34 senza supporto aereo l'avrebbe esposta agli attacchi dei velivoli giapponesi di base a terra. La decisione di trattenere la TF 34 presso la Terza Flotta non fece altro che escludere questo raggruppamento da qualsiasi azione importante della battaglia: la potenza di fuoco della navi da battaglia della Terza Flotta non entrò mai in azione se non per finire una o due navi leggere già danneggiate e, come Lee commentò laconicamente, «i vascelli operanti nella TF 34 non hanno subito né hanno inflitto alcun danno».
Fu avanzato il sospetto che nella decisione sia di muovere a nord sia di trattenere la TF 34 con le portaerei vi fossero delle motivazioni personali di Halsey. L'ammiraglio aveva avuto una carriera esemplare nella marina statunitense ma ancora non aveva ottenuto personalmente una vittoria in un importante scontro navale: la distruzione delle portaerei di Ozawa avrebbe potuto rappresentare il successo da lui cercato e se la TF 34 fosse rimasta a guardia dello stretto di San Bernardino, la nave su cui era imbarcato Halsey (la corazzata New Jersey) sarebbe stata lasciata indietro piuttosto che ingaggiare lo scontro "definitivo" con le portaerei nemiche, come Halsey desiderava.
Halsey criticò i seri problemi che affliggevano la catena di comando statunitense, primo fra tutti la mancanza di un comandante superiore in mare, dato che i comandanti della Terza e della Settima Flotta non erano in alcun modo gerarchicamente subordinati l'uno all'altro: Kinkaid, comandante della Settima, era subordinato a MacArthur in quanto comandante del SWPA, pur essendo amministrativamente subordinato a Nimitz in quanto comandante in capo dello scacchiere del Pacifico, mentre Halsey riferiva direttamente a Nimitz, che però si trovava a Honolulu. Perciò le comunicazioni disorganizzate tra le due flotte non favorirono uno svolgimento ordinato e tanto meno coordinato delle azioni statunitensi: a causa di questa frammentarietà, Kinkaid si convinse che il fianco nord della Settima Flotta era saldamente presidiato da Halsey, anche se non fece nulla per accertarlo se non quando era troppo tardi.

## Conseguenze

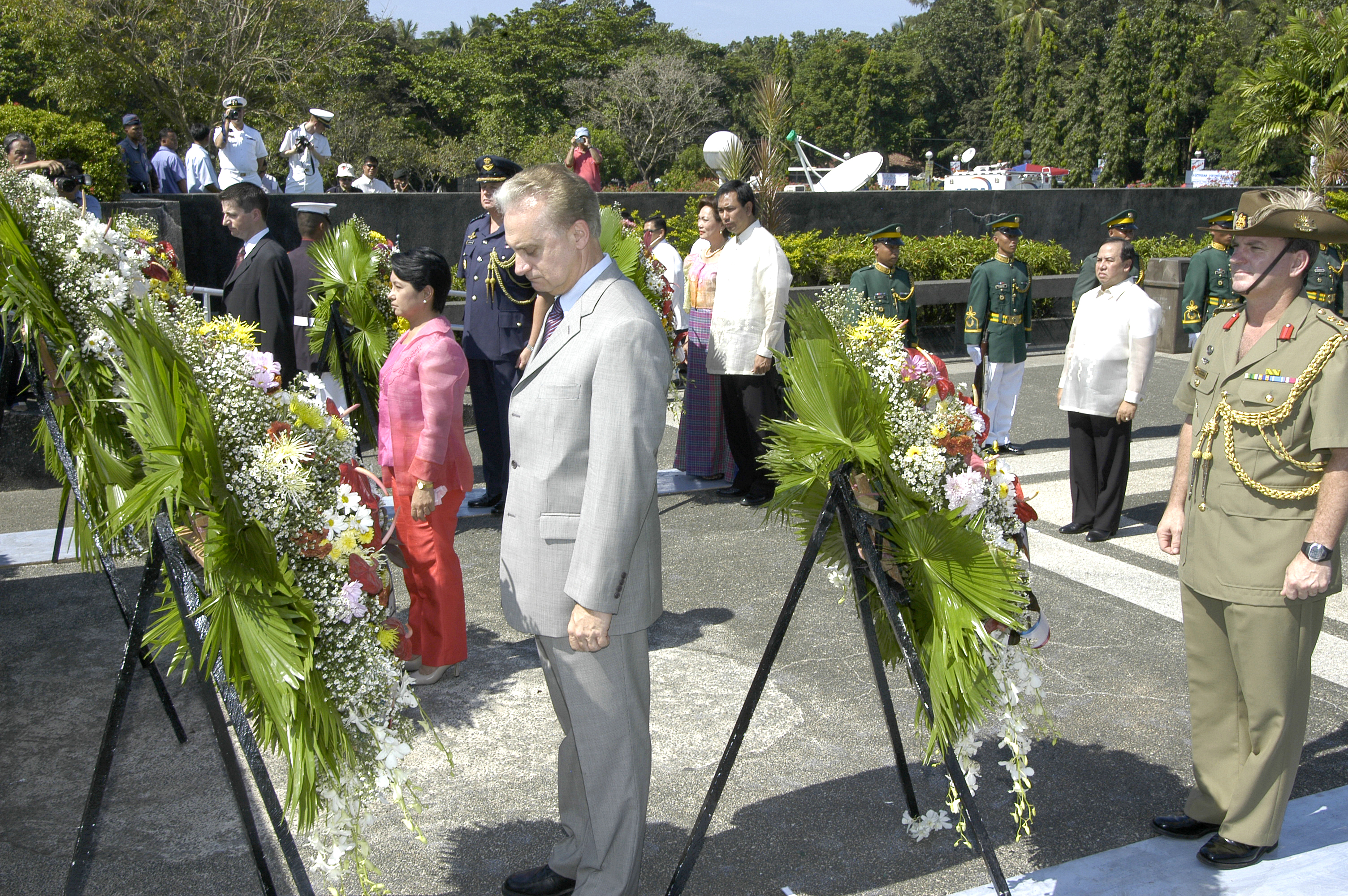
L'ex presidente della Filippine Gloria Macapagal-Arroyo (vestita in rosa) a Tacloban nelle Filippine, il 20 ottobre 2004, in occasione del 60º anniversario della battaglia

La battaglia del Golfo di Leyte mise al sicuro le teste di ponte della 6ª Armata statunitense a Leyte da attacchi marittimi. In ogni caso, sarebbero occorsi ancora aspri combattimenti perché l'isola cadesse completamente nelle mani degli Alleati alla fine del dicembre 1944: la battaglia di Leyte fu combattuta in parallelo a operazioni di rifornimento via mare (reminiscenti del Tokyo Express a Guadalcanal) intraprese dai comandi nipponici per alimentare la resistenza delle truppe a Leyte; MacArthur e Nimitz risposero con l'intensificazione delle incursioni aeree e, infine, con una serie di sbarchi nella baia di Ormoc protetti dall'aviazione imbarcata, culminati con la cattura della città e il collasso della guarnigione giapponese.
La Marina imperiale giapponese aveva patito le perdite più pesanti fino ad allora sofferte. Il fallimento dell'intera operazione significò l'inevitabile perdita delle Filippine, che a sua volta provocò un disastro strategico per il Giappone, che venne tagliato fuori dai territori del Sud-est asiatico: essi procuravano risorse vitali alla macchina bellica nipponica, in particolare erano ricchi di petrolio, di cui abbisognavano le forze aeronavali; il problema era che serviva una vera e propria arteria marittima per portare le risorse necessarie alla guerra in Giappone, dove si trovavano i cantieri navali e le fabbriche d'armi. Perdute le Filippine, le petroliere e le navi mercantili furono ancor più falcidiate dai sommergibili e dai velivoli statunitensi. Infine la perdita di Leyte favorì la pianificazione globale statunitense che, così, poté cominciare lo studio dell'invasione delle isole Ryūkyū per il 1945.
Le grandi unità da battaglia della Marina imperiale, sopravvissute alla battaglia e al rientro in porto, non ebbero quasi più parte nella guerra e per lo più languirono nelle loro basi. L'unica operazione di superficie di una qualche rilevanza, intrapresa in seguito, fu la disastrosa sortita dell'aprile 1945 (operazione Ten-Go) attuata in risposta agli sbarchi su Okinawa; si concluse con l'affondamento della Yamato, dell'incrociatore leggero Yahagi e di quattro cacciatorpediniere, distrutti dai gruppi imbarcati statunitensi molto a nord dell'isola.
J.F.C. Fuller, nel suo libro Le battaglie decisive del mondo occidentale, scrive a proposito delle conseguenze della battaglia del Golfo di Leyte:

## Commemorazioni
La US Navy ha dedicato alla battaglia la portaerei della classe Essex USS Leyte (CV-32) e l'incrociatore lanciamissili USS Leyte Gulf (CG-55), della classe Ticonderoga. Anche il diciannovesimo episodio della serie statunitense Victory At Sea del 1952 è stato dedicato alla battaglia. Nel corso del sessantesimo anniversario dello scontro, il presidente delle Filippine Gloria Macapagal-Arroyo ha commemorato lo scontro presso il memoriale che celebra lo sbarco del generale MacArthur sulle coste dell'isola.